# Elbląg

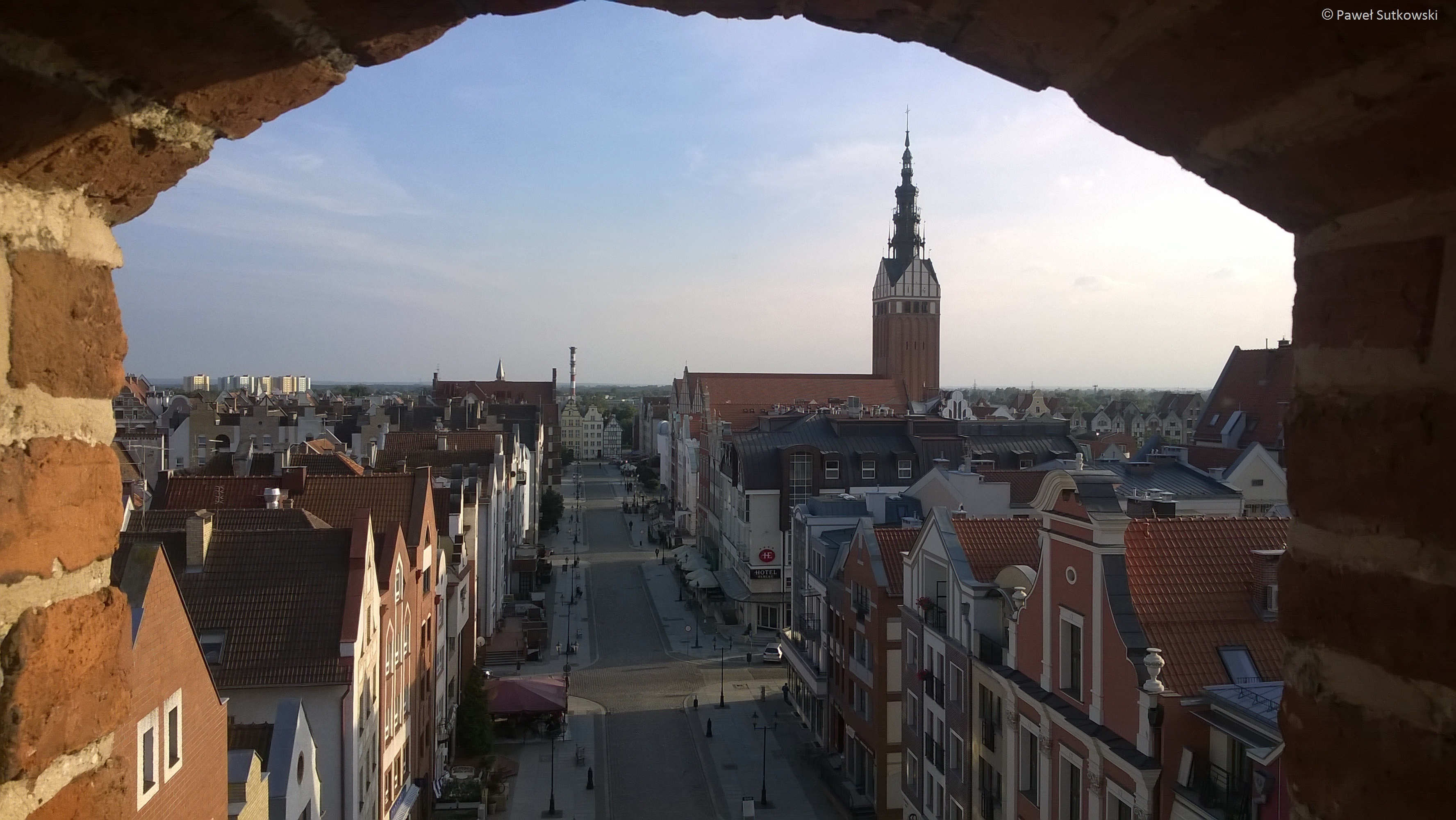
Blick über die Häuser in der Altstadt
mit Sicht auf die Nikolaikirche

Elbląg (ˈɛlblɔ̃k anhörenⓘ), deutsch Elbing (ˈɛlˌbɪŋ), ist eine kreisfreie Stadt in der polnischen Woiwodschaft Ermland-Masuren nahe der Ostseeküste. Sie hat rund 119.750 Einwohner, einen Hafen und ist Sitz eines römisch-katholischen Bistums.

## Geographische Lage
Die Stadt liegt am Südwestrand der Elbinger Höhe in der Elbinger Niederung nahe der Mündung der Flüsse Elbląg (Elbing) und Nogat in das Frische Haff (Zalew Wiślany). Sie liegt etwa 30 Kilometer südwestlich von Frombork (Frauenburg), 30 Kilometer nordöstlich von Malbork (Marienburg) und etwa 60 Kilometer südöstlich von Danzig (Gdańsk).
Historisch befindet sich Elbląg in der pruzzischen Landschaft Pogesanien. Dieses Gebiet war ab dem 13. Jahrhundert Teil des Deutschordensstaates und wurde im Zuge der deutschen Ostkolonisation germanisiert. 1466 als Teil Preußens königlichen Anteils der polnischen Krone unterstellt, kam die Landschaft 1772 als Teil der Provinz Westpreußen an Preußen, wurde 1922 der Provinz Ostpreußen angegliedert und kam 1945 an Polen.

## Geschichte

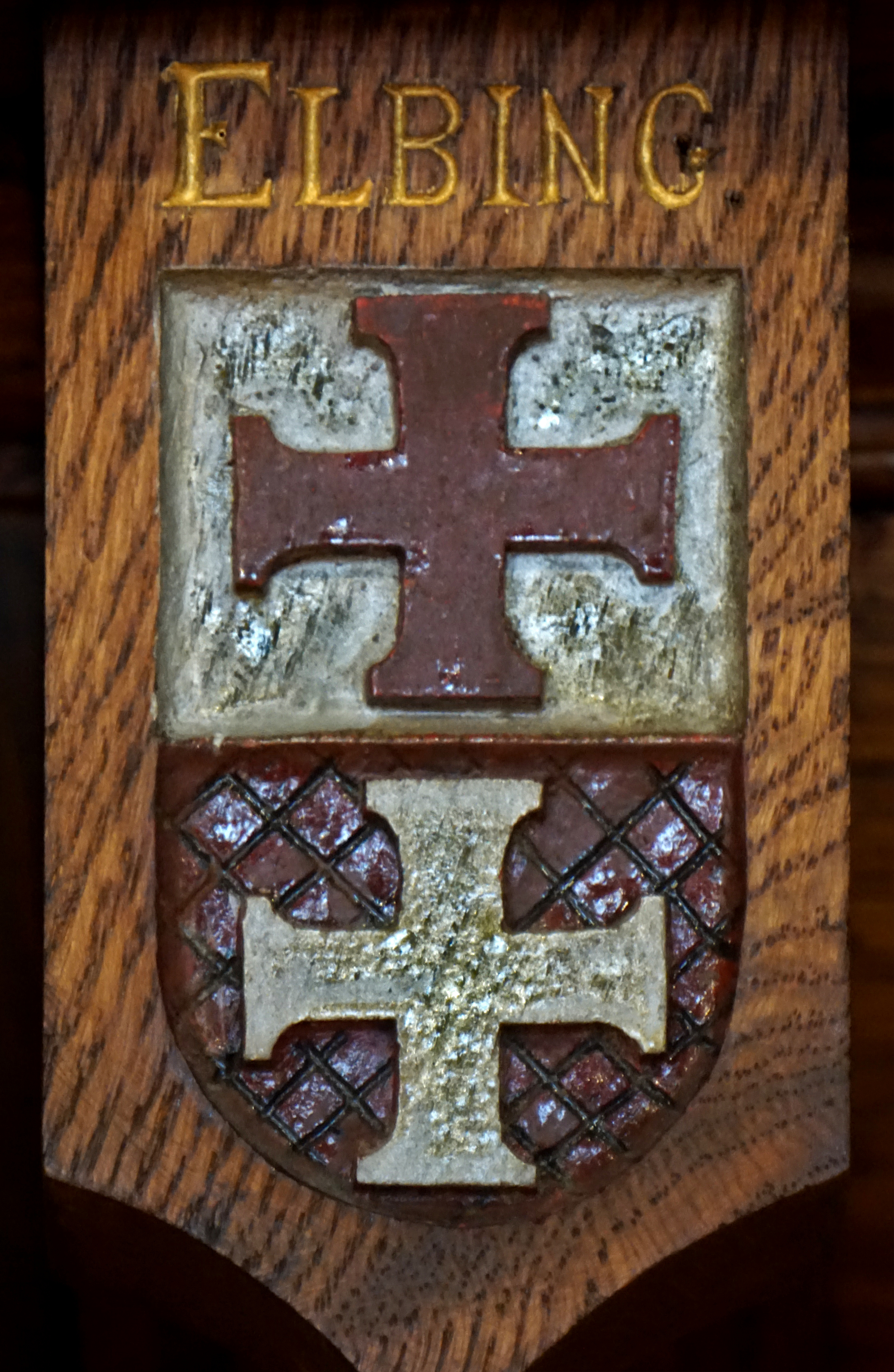
Wappen von Elbing im Plenarsaal des Altstädtischen Rathauses in Danzig

### Hansestadt im Deutschordensstaat

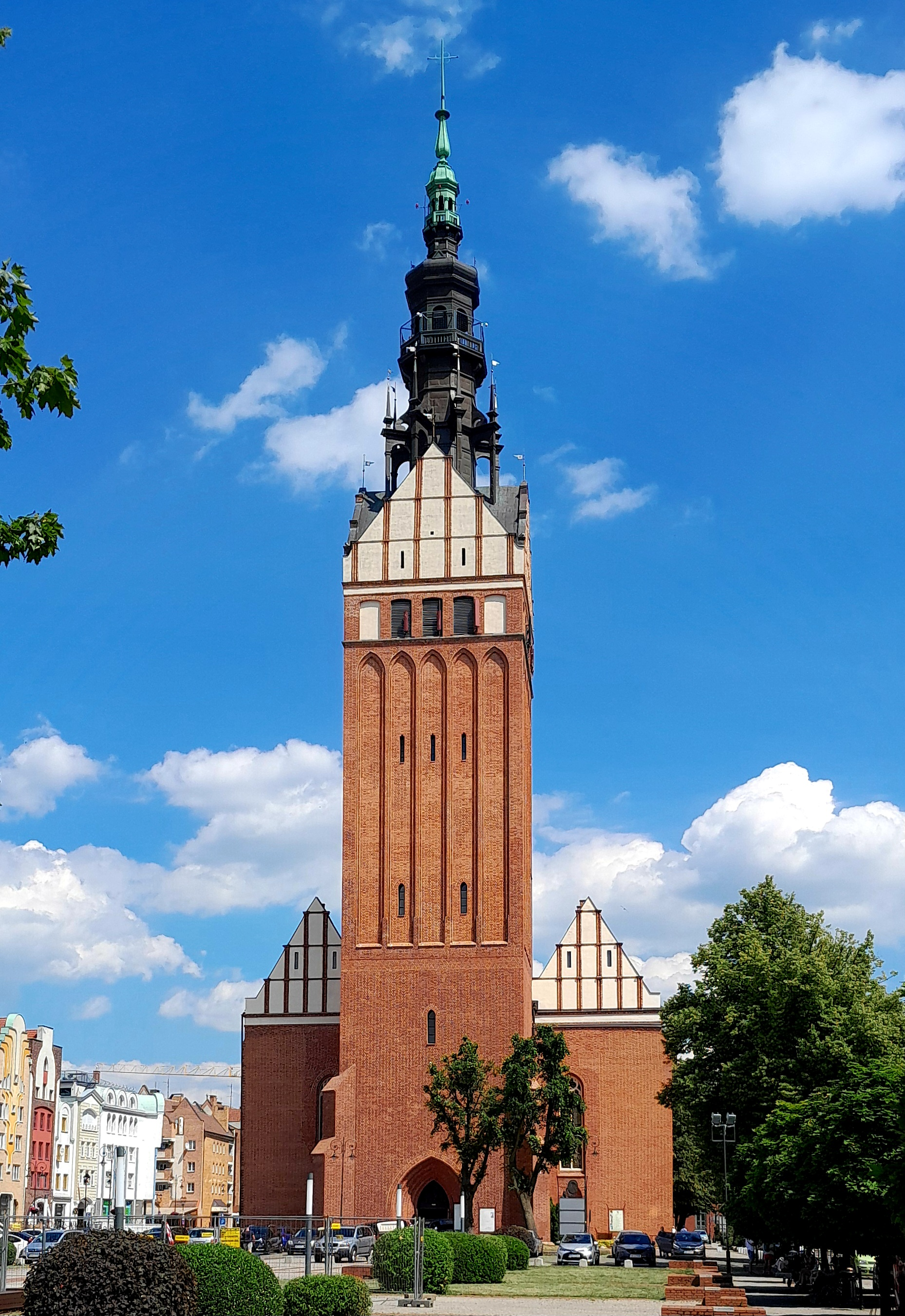
Nikolaikirche (Baubeginn 13. Jahrhundert) 2024

Im Jahr 1237 errichtete der Deutsche Orden unter dem Landmeister Hermann von Balk in der Nähe des Drausensees eine Festung.
Die Stadt wurde im Jahr 1237 als Elbing unter dem Schutz des Deutschen Ordens von aus Lübeck stammenden Handwerkern und Kaufleuten gegründet. Es wurde zunächst eine Siedlung mit rasterförmigem Straßennetz angelegt. Das Zentrum bildete der spätere „Alte Markt“, der an dem großen Handelsweg zwischen Thorn und dem Samland gelegen war. Vor 1238 wurde die Stadtpfarrkirche St. Nikolai erbaut. 1238 ließ Landmeister Hermann von Balk die Liebfrauenkirche und ein Dominikanerkloster errichten. Bis 1246 erfolgte die Einwanderung von weiteren Bürgern, die ebenfalls überwiegend aus Lübeck stammten. 1246 erhielt Elbing das Stadtrecht nach Lübischem Recht und erhielt das Privileg, eigene Münzen zu schlagen. Im Süden der Stadt wurde während der 1240er Jahre das Ordensschloss mit einem Heilig-Geist-Hospital errichtet. In den Jahren 1251 bis 1309 war die Burg Elbing der stellvertretende Hauptsitz des Ordensstaates (Hauptsitze waren damals Akkon und später Venedig) und Sitz der Landmeister von Preußen und des Großspittlers, gleichzeitig Residenz des ermländischen Bischofs Anselm, der hier 1274 starb.
Die Kirche zum Heiligen Jakob (Filiale der Stadtpfarrkirche) entstand 1256. Die Corpus-Christi-Kirche mit einem Aussätzigenhospital wurde 1292 erbaut. Der Orden erbaute um 1300 die Befestigungen der Stadt mit 14 Wehrtürmen. In dieser Zeit war Elbing zu einer bedeutenden Handelsstadt angewachsen, die bedeutende Handelsprivilegien bei den Königen von Polen, den Herzögen von Pommern, den skandinavischen Herrschern und sogar bei König Philipp IV. von Frankreich erworben hatte. Im 13. Jahrhundert wurde die schola senatoria (Ratsschule). gegründet, und 1314 wurde der Elbinger Stadtturm erbaut.

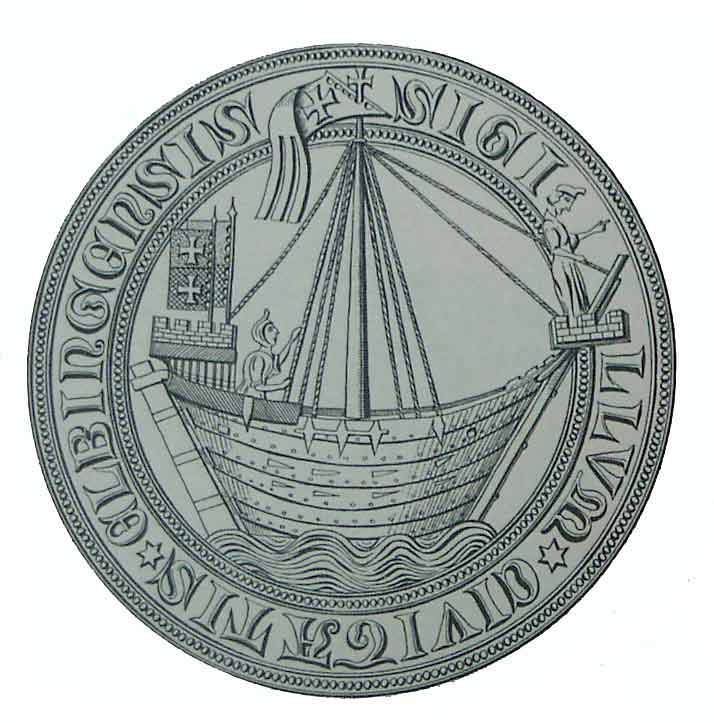
Siegel von Elbing, um 1350

Elbing entwickelte sich gemeinsam mit Danzig und Thorn zu einer der führenden Hansestädte im östlichen Mitteleuropa. Anfang des 14. Jahrhunderts war die Stadt so angewachsen, dass 1337 durch den Elbinger Komtur Siegfried von Sitten vor den Toren die Elbinger Neustadt angelegt wurde. Sie verfügte über einen eigenen Rat und wurde nach Lübischem Recht regiert. Dieser Neustadt erteilte am 25. Februar 1347 der Hochmeister Heinrich Dusemer das Privilegium.
Ab 1350 beteiligte sich die Elbinger Flotte an den Kämpfen der Hanse gegen norwegische und dänische Seeräuber in der Ostsee. 1360 wütete in Elbing die Pest, der etwa 13.000 Einwohner (etwa 90 %) zum Opfer fielen.
1367 trat Elbing mit Kulm und Thorn der Kölner Konföderation bei. Die Kirche zur Heiligen Brigitta von Schweden wurde nach 1379 erbaut. 1397 entstand der Eidechsenbund: Der Aufstand des Adels und der Städte gegen die Herrschaft des Ordens begann. Nach der Schlacht bei Tannenberg wurde Elbing acht Wochen lang von polnischen Truppen besetzt. Polnische Truppen belagerten 1414 das Elbinger Ordensschloss, jedoch ohne Erfolg.
1440 gründeten die preußischen Hansestädte, unter ihnen Elbing, gemeinsam mit den Landesständen den Preußischen Bund, der gegen die Herrschaft des Ordens gerichtet war und eine autonome Selbstverwaltung unter der Oberhoheit des polnischen Königs anstrebte. 1452 ließen sie sich ihre Rechte und Privilegien von Kaiser Friedrich III. bestätigen. Im daraufhin einsetzenden Dreizehnjährigen Krieg des Preußischen Bundes gemeinsam mit Polen gegen den Deutschen Orden (1453–1466) nahmen die Bürger Elbings an der Belagerung des Ordensschlosses durch die Polen teil und zerstörten das Schloss nach dessen Kapitulation. Die Ruinen des Schlosses wurden 100 Jahre später abgetragen. Ein Teil steht bis heute. Die Stadt huldigte 1454 dem Jagiellonen Polenkönig Kasimir IV. als Schutzherrn. Er und seine Nachfolger bestätigten der Stadt sämtliche alten Privilegien und verliehen viele neue. 1478 schlossen sich die bis dahin eigenständigen Stadthälften der Alt- und Neustadt Elbings zusammen.

### Elbing als freie Stadtrepublik im Königlichen Preußen

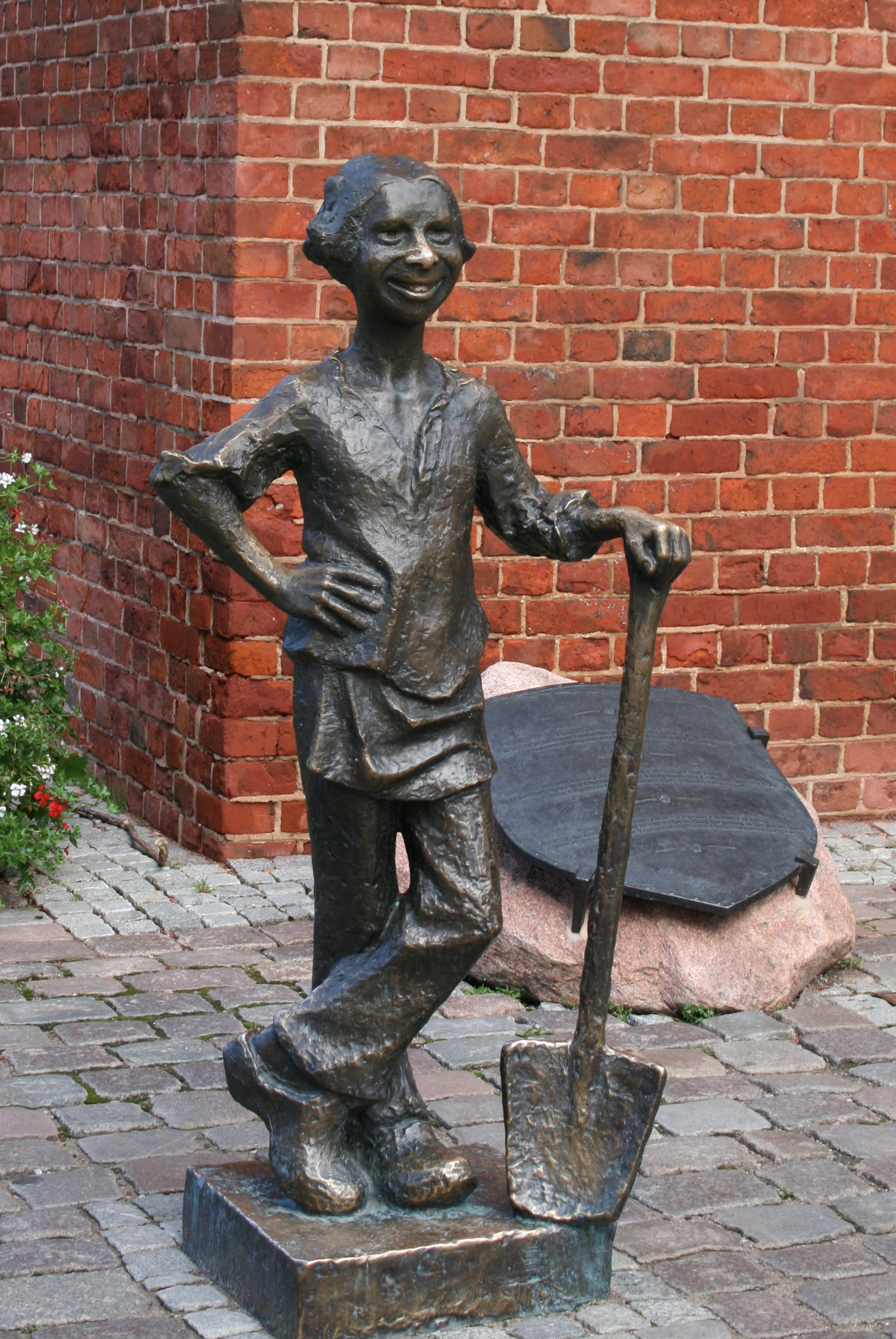
Ein Bäckerjunge soll der Legende nach 1521 die Einnahme Elbings durch die Ordensritter verhindert haben. Sein Denkmal am Markttor schuf Waldemar Grabowiecki 2006.

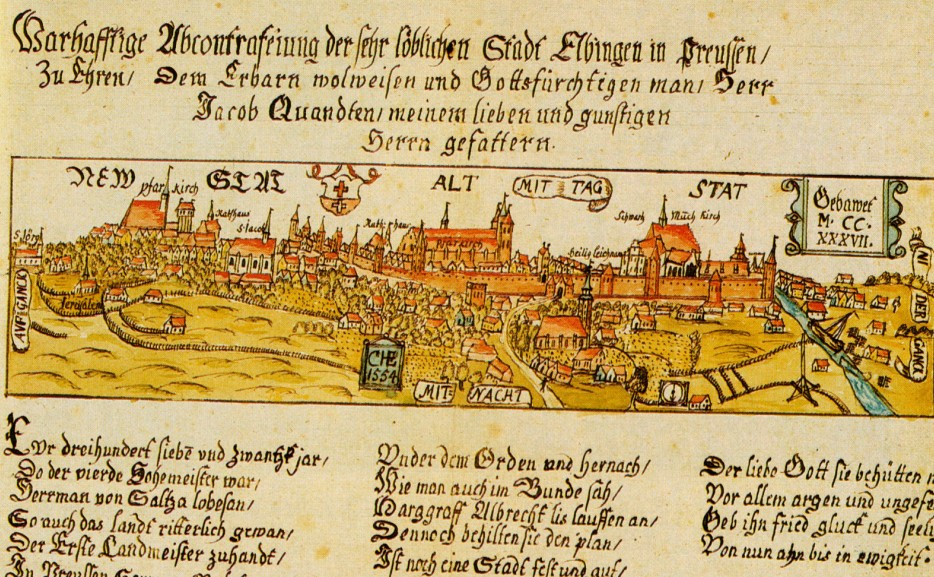
Panorama von Elbing von 1554

Der Dreizehnjährige Krieg endete 1466 mit dem Zweiten Thorner Frieden, bei dem der Orden Pommerellen, das Culmer Land und Ermland sowie Danzig, Elbing und Marienburg verloren geben musste. Diese Gebiete unterwarfen sich als Preußen Königlichen Anteils freiwillig der polnischen Krone. Dadurch entstand eine Zweiteilung Preußens in einen westlichen polnischen Teil und einen östlichen Teil des Deutschen Ordens, der allerdings die polnische Oberhoheit anerkennen musste. Das Ordensland wurde 1525 in das weltliche Herzogtum Preußen umgewandelt. Das Heer des letzten Hochmeisters Albrecht von Brandenburg-Ansbach belagerte noch 1521 unter Führung von Komtur Kaspar von Schwalbach die Stadt Elbing. Die Belagerung konnte abgewehrt werden. Der Tag des Sieges wurde mehrere Jahrhunderte am ersten Freitag nach Sonntag Laetare als „Freudetag“ in der Stadt gefeiert.
Im Jahr 1536 wurde das erste evangelische Gymnasium von Willem van de Voldersgraft, einem Glaubensflüchtling aus Den Haag, eingerichtet. Christoph Hartknoch beschrieb in seiner Acta Borussica III dessen Leben oder Vita Guilielmi Gnaphei. In Hartknochs Arbeiten sind ebenfalls die preußischen Städte einschließlich Elbing dargestellt. Der Rektor des Elbinger Gymnasiums musste auf Grund des Erlasses des katholischen Fürstbischofs von Ermland Elbing verlassen und wurde dann Rat des Herzogs Albrecht von Preußen sowie Rektor und Professor der Universität Königsberg. 1576 bestätigte König Stephan Báthory das Privileg der protestantischen Schule, die bis zum Direktorat Johann Wilhelm Süverns 1803 einen akademischen Anspruch hatte. 1558 sicherte König Sigismund II. August der protestantischen Stadt Elbing die vorläufige Religionsfreiheit zu.
Anlässlich der Errichtung der Union von Lublin auf dem Lubliner Sejm kündigte König Sigismund II. August am 16. März 1569 die Autonomie Westpreußens jedoch unter Androhung herber Strafen einseitig auf, weshalb die Oberhoheit des polnischen Königs in diesem Teil des ehemaligen Gebiets des Deutschen Ordens von 1569 bis 1772 als Fremdherrschaft empfunden wurde.
1567 konnte die Stadt die volle religiöse Autonomie durchsetzen und verwies die Jesuiten der Stadt. Die Lutheraner übernahmen 1577 die Nikolaikirche. Seit dieser Zeit sind auch Kirchenbücher mit Eintragungen der Taufen, Heiraten und Bestattungen vorhanden.
Ab 1579 unterhielt die Stadt enge Handelsbeziehungen zu England, das freien Handel in Elbing ausüben konnte. Viele englische und schottische Kaufleute ließen sich in Elbing nieder und wurden Bürger der Stadt. Sie organisierten sich in der Fellowship of Eastland Merchants. Die Church of Scotland gründete die Bruderschaft der Schottischen Nation in Elbing. Familiengräber mit Namen Ramsay, Slocombe waren noch bis 1945 auf dem St.-Marien-Friedhof in der Altstadt Elbings zu finden. Andere Familien aus diesem Kreis waren unter anderem die Lamberts, Paynes, Lardings, Wilmsons.
Der Aufruhr der Danziger gegen König Stephan Báthory von Polen wurde 1580 von den Elbingern, die dem König treu blieben, geschickt ausgenutzt. Für Polen spielte Elbing nun eine Schlüsselrolle im Überseehandel. Über die Nogat, die damals tiefer war als die Weichselmündung bei Danzig, erfolgte der polnische Getreideexport nach Westeuropa und umgekehrt der Import westlicher Luxuswaren bis weiter nach Polen. Die Stadt zählte im Jahr 1594 30.000 Einwohner, und der Umsatz von Waren, die von Elbinger Handelsleuten in diesem Jahre verkauft wurden, erreichte die für damalige Zeiten hohe Summe von 1.247.850 Talern.
Die Stadtpfarrkirche wurde 1617 dem katholischen Klerus übergeben.

### Dreißigjähriger Krieg und Nordische Kriege

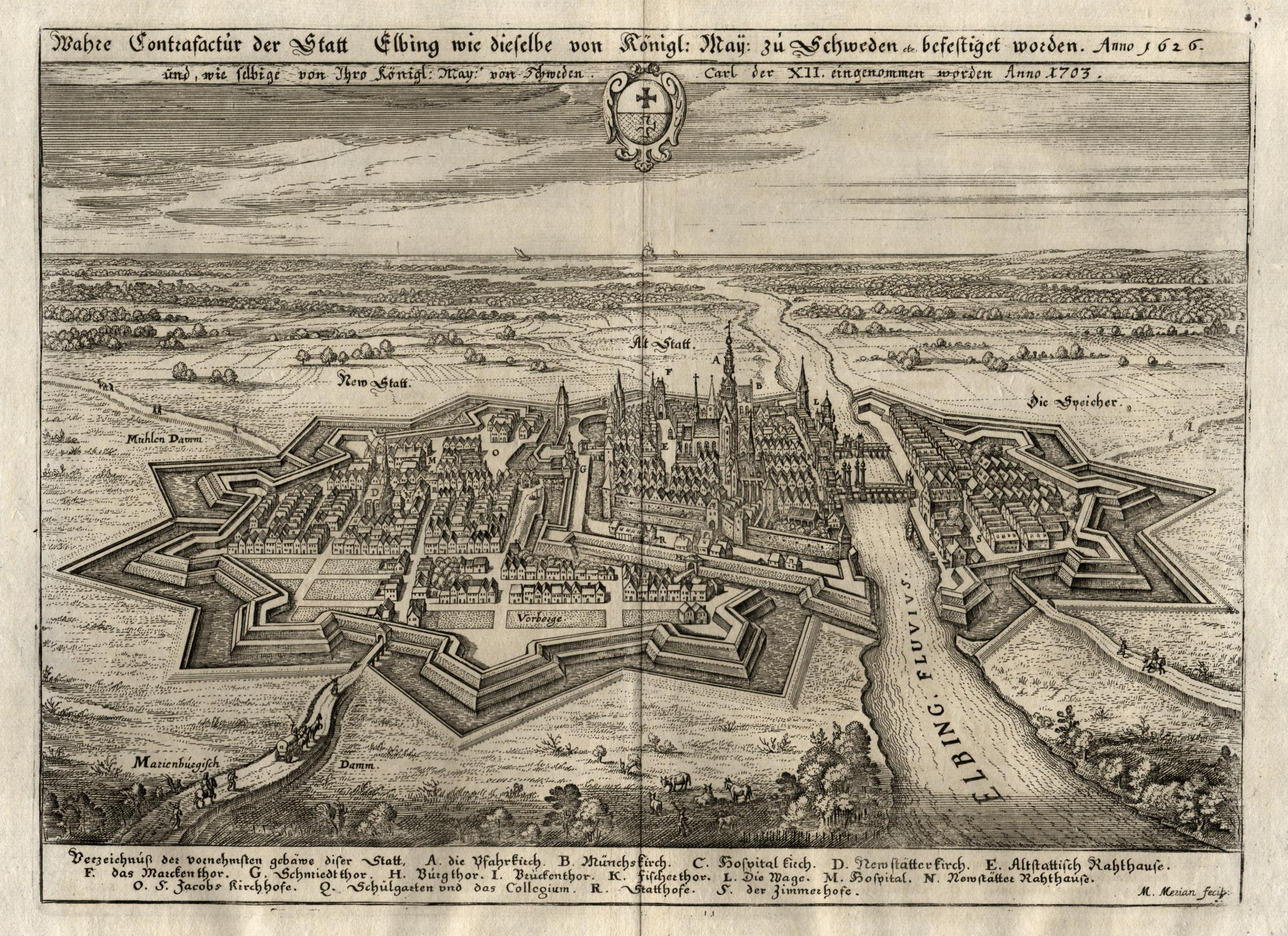
Elbing im Jahre 1626 nach Matthäus Merian

Um 1620 trat die Stadt aufgrund ihrer starken Handelsbeziehungen mit England aus der Hanse aus. 1625 folgte ein Ausbruch der Pest, in dessen Folge 3.608 Menschen starben. Die Truppen des Schwedenkönigs Gustav II. Adolf nahmen 1626 die Stadt ein und hielten sie bis 1635 als Hauptquartier im Kampf zur Unterstützung der Evangelischen gegen die Katholischen im Dreißigjährigen Krieg. Der schwedische König setzte seinen Vertrauten und Reichskanzler Axel Oxenstierna in Elbing als Generalgouverneur für die neuen schwedischen Besitzungen ein. Dieser führte von 1626 bis 1631 neben den regionalen Geschäften auch einen Teil seiner nationalen Aufgaben von Elbing aus. In den etwa 1500 erhaltenen Briefen Oxenstiernas aus Elbing spiegeln sich militärische, ordnungs-, wirtschafts- und außenpolitische Themen der Zeit. Die Schweden nahmen Preziosen, Möbel, Bücher als Kriegsbeute und schickten diese in ihre Heimat.
1646 dokumentierte der Elbinger Stadtschreiber Daniel Barholz, dass der Elbinger Stadtrat Bernsteindreher (Paternostermacher) angestellt habe. Spätere Mitglieder der Familie Barholz waren prominent als Stadtrat und Bürgermeister. Auch der Barockdichter Daniel Bärholz gehörte dieser Familie an. Die Verarbeitung von Bernstein (preußisches Gold), nicht nur zu Schmuck und kirchlichen Artikeln, sondern als Heilmittel und zu Polierlack, war ein wichtiger Wirtschaftsfaktor jener Zeit. Die Gildemitglieder der Paternostermacher unterstanden besonderen Gesetzen.
In den Jahren 1655 bis 1660 wurde Elbing im Zuge des Zweiten Nordischen Krieges ein zweites Mal durch schwedische Truppen unter Karl X. Gustav besetzt. Karl X. Gustav verfuhr dabei auf ähnliche Weise wie sein Onkel Gustav Adolf.
Der polnische König Johann II. Kasimir verpfändete Elbing und dessen Umland, das sogenannte „städtische Territorium“, 1657 im Vertrag von Wehlau an den Großen Kurfürsten für die Summe von 400.000 Talern und sicherte ihm außerdem die Souveränität über das Herzogtum Preußen zu. Als die polnische Krone die obige Summe nicht erstattet und die Stadt weiter in Besitz behalten hatte, traf der Nachfolger des Großen Kurfürsten, Kurfürst Friedrich III., mit dem polnischen König August II. eine geheime Abmachung, nach der die Stadt gegen eine Zahlung von 150.000 Talern von Polen verpfändet werden sollte. Am 10. November 1698 wurde die Stadt kampflos von brandenburgisch-preußischen Truppen besetzt. Dagegen regte sich jedoch erheblicher Widerstand im polnischen Sejm. In einem am 12. Dezember 1699 mit Polen geschlossenen Tractatus retraditae Elbingae (Elbinger Rückgabevertrag) kam die Stadt wieder an Polen und wurde am 1. Februar 1700 von brandenburgisch-preußischen Truppen geräumt, jedoch erhielt Friedrich III. das Pfandrecht für das Elbinger Territorium, falls Polen die noch ausstehenden 300.000 Taler aus dem Vertrag von Wehlau nicht binnen drei Monaten nach dem nächsten gehaltenen Sejm begleichen sollte. Letzteres geschah nicht, auch weil die polnische Adelsrepublik infolge des ausgebrochenen Großen Nordischen Kriegs de facto zahlungsunfähig war. Preußische Truppen besetzten daher am 13./14. Oktober 1703 das Gebiet um die Stadt Elbing. Die Stadt selbst geriet zunächst in die Hand der Schweden und ab 1710 der Russen. 1712 wurde die mehrfach geplünderte und gebrandschatzte, verarmte und hochverschuldete Stadt an Polen zurückgegeben. Das einstige städtische Territorium hingegen blieb preußisch.
Durch den Verlust des Umlandes wurden die ansehnlichen Erträge, die bis dahin aus dem Territorium an die Stadt geflossen waren, erheblich beschnitten, was zu einer Lähmung der Wirtschaft und einem damit einhergehenden Rückgang der Bedeutung der Stadt führte. Hinzu kam, dass die Stadt Elbing zwar ihre Autonomie wahrte, doch in den folgenden Jahrzehnten mehrfach Besatzungen über sich ergehen lassen musste und damit einhergehende Kontributionen zu leisten hatte. Während des Siebenjährigen Krieges wurde die Stadt 1758 von russischen Truppen erobert und bis 1762 besetzt gehalten. Im 18. Jahrhundert kam es auch zu wiederholten Streitigkeiten zwischen der mehrheitlich lutherischen Stadtbevölkerung und den katholischen polnischen Autoritäten.

Karte von Elbing (um 1750)

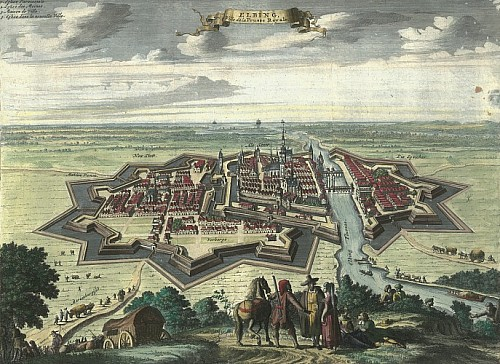
Elbing im 18. Jahrhundert

Der kaiserliche Mathematiker und Geograph Johann Friedrich Endersch vollendete 1755 eine Karte Ermlands mit dem Titel Tabula Geographica Episcopatum Warmiensem in Prussia Exhibens. Diese Karte zeigt Stadt und Land Elbing westlich des Ermlands und jedes Dorf in der Gegend. Die Karte von 1755 führt auch den Namen Prussia Orientalis (auf Deutsch: Ostpreußen). Endersch fertigte ebenfalls einen Kupferstich des Segelschiffes (Galiot), benannt D.Stadt Elbing (D=der Erbauer), später auch als Die Stadt Elbing bekannt, welches 1738 in Elbing erbaut worden war.
1772 kam Elbing im Rahmen der ersten Teilung Polens zum Preußischen Staat. Zwar verlor Elbing dadurch seine städtische Autonomie und einige damit einhergehende Privilegien, doch war nun die vollständige Unabhängigkeit der deutschen Stadt von der polnischen Krone wiederhergestellt.

### In Preußen

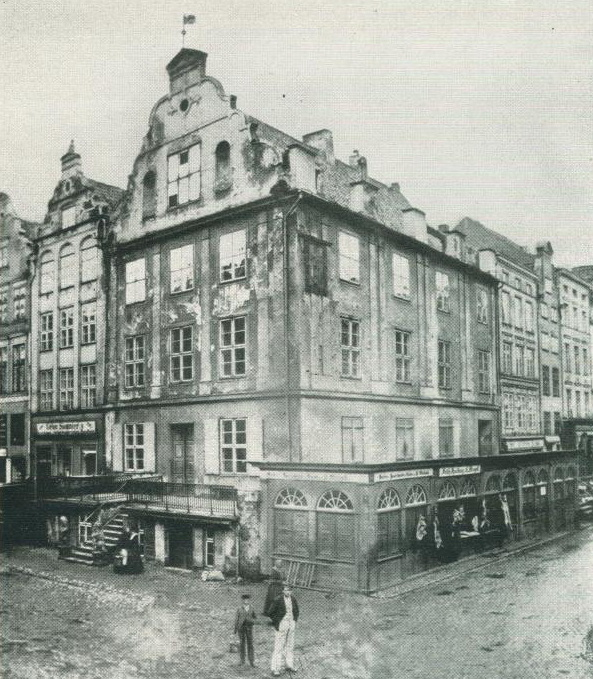
Junkerhof vor dem Umbau von 1879

Friedrich II. unterstützte Elbing durch viele Steuererleichterungen, und der Handel begann wieder aufzublühen. 1807 besetzten Napoleons Truppen Elbing und erzwangen innerhalb von vier Tagen eine Kontribution von 200.000 Talern. Am 8. Mai 1807 hielt Napoleon I. in Elbing eine große Truppenparade ab. Vom Dezember 1812 bis Januar 1813 musste die Stadt nach seinem gescheiterten Russlandfeldzug 60.000 zurückflutende französische Soldaten, 8.000 Offiziere und 22.000 Pferde ernähren.
Nach den Stein-Hardenbergschen Verwaltungsreformen war Elbing ab 1815 Teil des Kreises Elbing im Regierungsbezirk Danzig der Provinz Westpreußen. Elbing blieb bis 1945 Verwaltungssitz dieses Landkreises, wurde aber 1874 ein Stadtkreis (kreisfreie Stadt) und unterstand seither nicht mehr der Zuständigkeit des Landratsamts.
Industrialisierung und Verkehrswegebau bestimmten das Schicksal der Stadt im 19. Jahrhundert. 1828 stellten die Elbinger das erste Dampfschiff Ostpreußens in Dienst. 1837 wurden die Schichau-Werke gegründet. 1840 bis 1858 wurde der Oberländische Kanal zwischen Deutsch Eylau, Osterode und Elbing nach Plänen und unter Leitung des Königlich-Preußischen Baurats Georg Steenke angelegt. Am 23. Oktober 1844 erfolgte die Gründung der Baptistengemeinde Elbing.
In den 1840er Jahren wurde zusätzlich zu dem bereits bestehenden Gymnasium eine Realschule ins Leben gerufen. Um die Mitte des 19. Jahrhunderts verfügten die im Hafen von Elbing vertretenen Reeder über 14 Handelsschiffe. 1853 wurde die Eisenbahnlinie nach Königsberg fertiggestellt. 1858 bis 1918 erfolgte ein großer wirtschaftlicher Aufschwung der Stadt. Die Stadt hatte viele Fabriken: die Schichau-Werke, die jetzt auch unter anderem Lokomotiven herstellten, die Zigarrenfabrik Loeser & Wolff, eine große Brauerei und Schnapsbrennerei, eine Schokoladefabrik und viele andere Betriebe. Am Anfang des 20. Jahrhunderts hatte Elbing sieben evangelische Kirchen, eine katholische Kirche, vier Bethäuser verschiedener Freikirchen und Glaubensgemeinschaften sowie eine Synagoge.
In der Industriestadt Elbing erhielt die SPD stets die Mehrheit der Wählerstimmen, bei den Reichstagswahlen 1912 sogar 51 %. Laut der preußischen Volkszählung von 1905 waren in den Kreisen Elbing Stadt und Elbing Land 94.065 Personen deutschsprachig und 280 Personen polnisch- bzw. kaschubischsprachig.

### Weimarer Republik und Drittes Reich

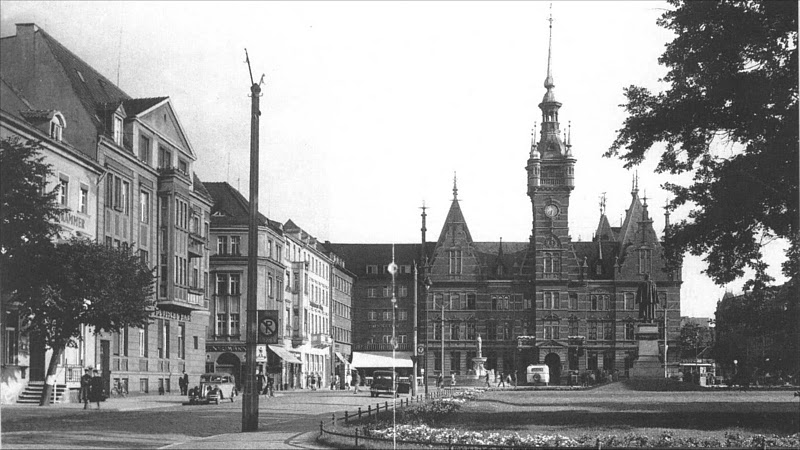
Kaiser-Wilhelm-Platz mit Rathaus, um 1930

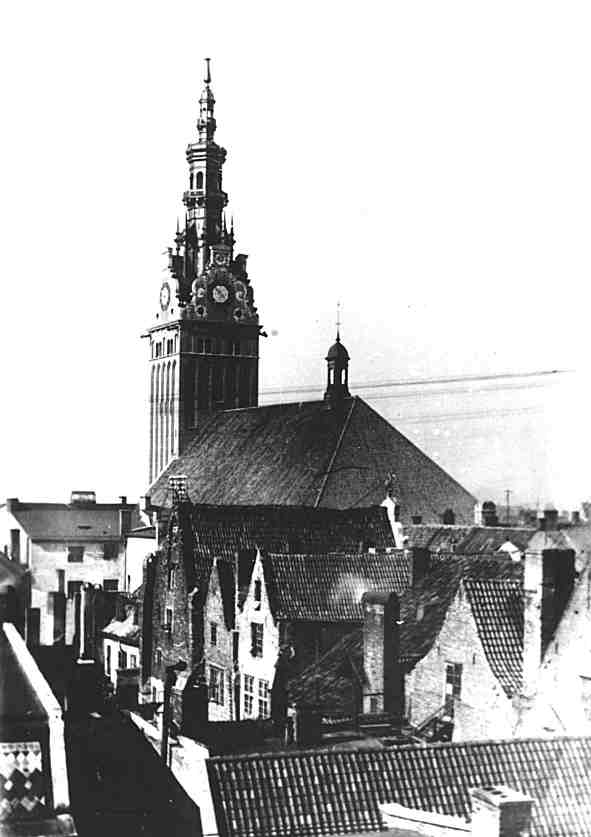
Blick auf die Nikolaikirche vor 1945

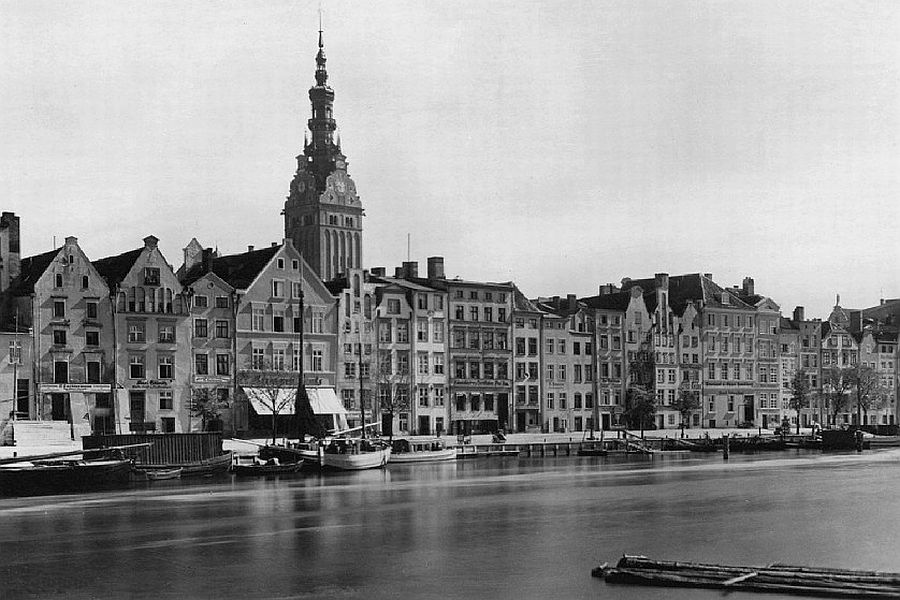
Blick von der Speicherinsel auf die Häuserzeile am Elbing-Fluss, um 1930

Nach dem Ersten Weltkrieg musste Deutschland aufgrund der Bestimmungen des Versailler Vertrags 1920 den größten Teil Westpreußens zum Zweck der Einrichtung des Polnischen Korridors an Polen abtreten. Gleichzeitig wurde die ethnisch deutsche, politisch aber von Polen abhängige Freie Stadt Danzig gebildet und ebenfalls vom Reichsgebiet abgetrennt. Die westlich der Nogat gelegenen Teile des Landkreises Elbing fielen an den neuen Freistaat Danzig. Die Stadt Elbing gehörte zu den Gebieten, die bei Deutschland verblieben, und wurde nach Auflösung der Provinz Westpreußen an das benachbarte Ostpreußen angegliedert. Die neu hinzugekommenen westpreußischen Gebiete bildeten dort den Regierungsbezirk Westpreußen, dessen Verwaltungssitz sich in Marienwerder befand, in dem Elbing jedoch die größte Stadt war. 1926 wurde die Pädagogische Akademie Elbing zur Ausbildung von Volksschullehrern eingerichtet.
Die Weltwirtschaftskrise nach 1929 beeinflusste Elbings Situation sehr ungünstig. Die bedeutende Bus- und Lastwagenfabrik Franz Komnick und Söhne AG ging 1930 in Konkurs und wurde von der Büssing AG übernommen.
In den Jahren der Weimarer Republik war Elbing eine Hochburg der KPD. Die auf Deutschlands Aufrüstung gerichtete Politik der NSDAP brachte ab 1933 einen großen wirtschaftlichen Aufschwung für Elbing, hauptsächlich durch den Ausbau der Schichau-Werke, den Bau einer Flugzeugfabrik und die Eröffnung vieler neuer Schulen. 1937 hatte die Stadt 76.000 Einwohner. Nach dem Überfall auf Polen 1939, durch den die 1920 entnommenen Territorien wieder an das Reichsgebiet zurückkamen, wurde Elbing an den Regierungsbezirk Danzig im Reichsgau Danzig-Westpreußen angegliedert.
Während des Zweiten Weltkriegs bestanden in Elbing fünf Arbeitslager für vornehmlich polnische Zwangsarbeiter, die dem KZ Stutthof als Außenlager unterstellt waren. Außerdem gab es im Kreis Elbing 15 weitere Zwangsarbeitslager, die für die Rüstungsproduktion arbeiteten.
Nachdem ein großer Teil der Einwohner im Januar 1945 Elbing verlassen hatte, begann um den 23. Januar 1945 eine Belagerung durch die Rote Armee. Die Stadt mit ihrer strategisch wichtigen Lage wurde bis zum 10. Februar verteidigt. Am Ende lagen 60 Prozent der Gebäudesubstanz der Stadt in Trümmern (insgesamt 5255 Gebäude). Alle Baudenkmäler waren stark beschädigt, nur sechs Häuser in der Altstadt blieben stehen, darunter das Kramer-Zunfthaus und das Postamt. Etwa 5000 deutsche Soldaten fielen, viele Zivilisten ertranken bei der Flucht aus der belagerten Stadt im Frischen Haff.
Elbing beherbergte Bücherschätze von europäischem Rang. Im Stadtarchiv, das im 17. Jahrhundert gegründet worden war, befanden sich viele wertvolle Pergamente aus dem 13. Jahrhundert und wertvolle historische Sammlungen aus dem 15. Jahrhundert. Die Bibliothek am Gymnasium (15.000 Bände) besaß unter anderem ein polnisches Gesetzbuch aus dem 13. Jahrhundert, die Bibliothek an der Nikolaikirche (gegründet vor 1403) 23 alte Handschriften und 1.478 alte theologische Werke. Die Bibliothek an der Marienkirche verfügte über eine herausragende Sammlung von Musikhandschriften – 520 Werke aus der Zeit vom 16. bis zum 19. Jahrhundert. Die Stadtbibliothek (gegründet 1601) hatte die wertvollste Sammlung: 30.000 Bände, darunter 214 Handschriften, 123 Inkunabeln und 770 Landkarten. Das Stadtmuseum beherbergte die ehemalige Bibliothek der Dominikaner, unter anderem 50 Handschriften und 15 Inkunabeln. Alle diese Bücherschätze sind seit 1945 verschollen.

### Volksrepublik Polen

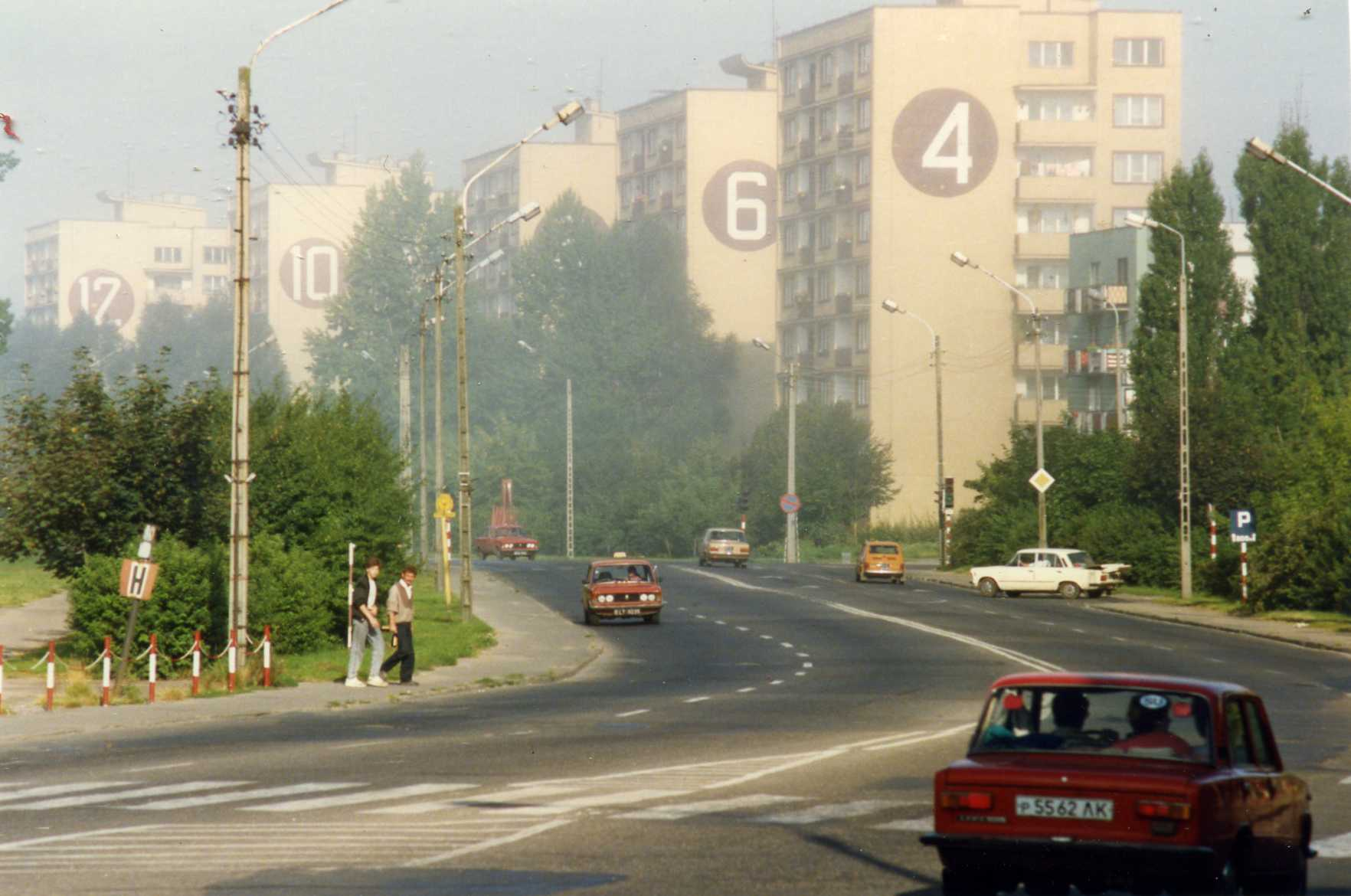
Plattenbausiedlung im Vorort von Elbląg, 1990

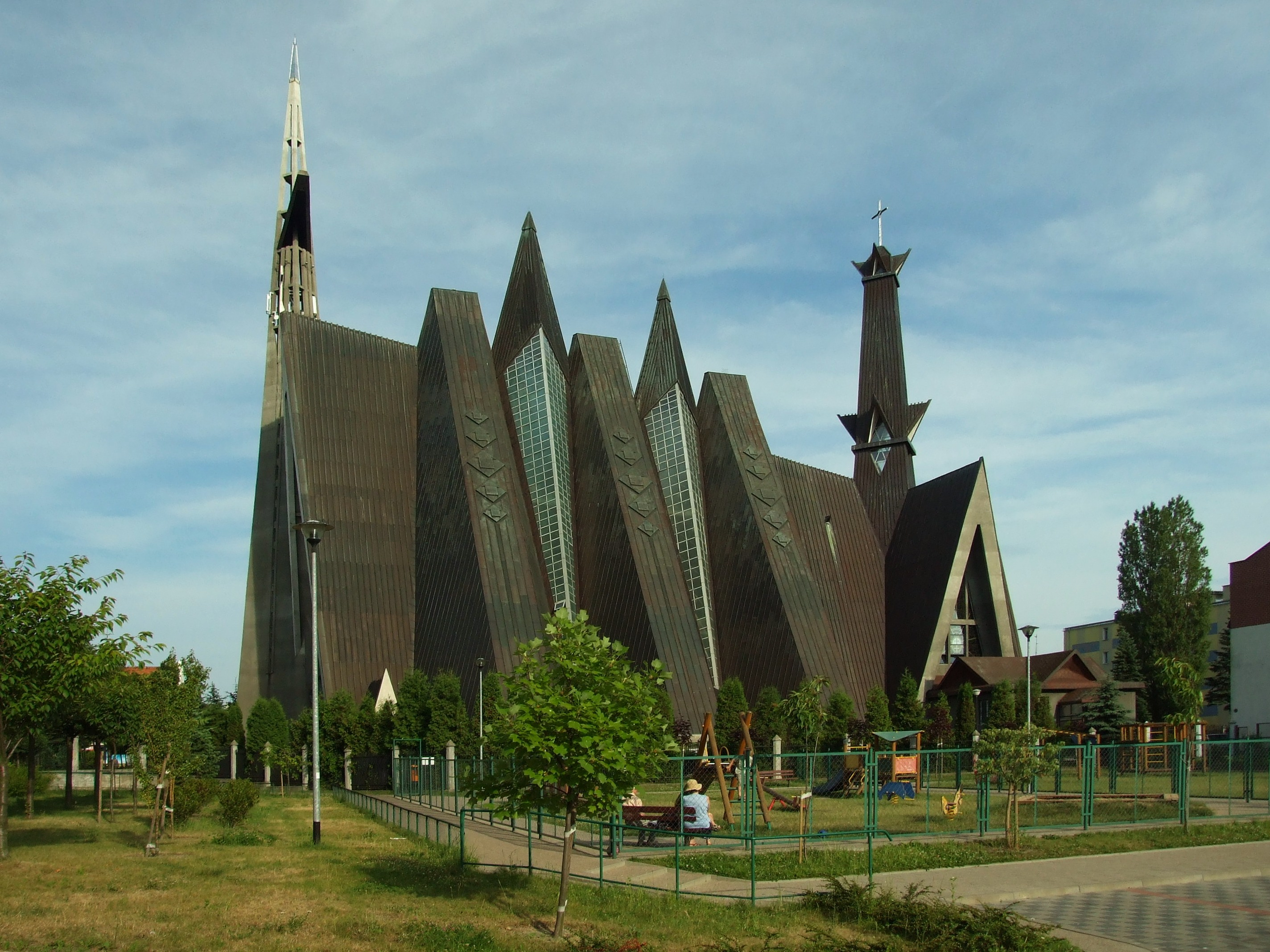
Kirche der Mutter Gottes, der Königin von Polen – 1975 erbaut

Nach der Eroberung durch die Rote Armee wurde Elbing der Verwaltung der Volksrepublik Polen unterstellt und sämtliche Maschinen in den Fabriken, die unzerstört geblieben waren – zum Beispiel in den Schichau-Werken – bis 1946 demontiert und als Reparationsleistung in die Sowjetunion abtransportiert. Auch Küchenherde, Kachelöfen, Badewannen, Junkers-Öfchen, Türschlösser und -klinken aus unzerstörten Privathäusern wurden dorthin verbracht.
Die ersten Vertreter der polnischen Behörden erschienen im März 1945 in Elbing. Die polnische Verwaltung führte die Ortsbezeichnung Elbląg ein. Bis 1947 fand in Elbing durch die Vertreibung der eingesessenen Einwohner, die vor allem in die britische Besatzungszone Deutschlands gelangten, und die Ansiedlung von Polen, die im Zuge der Umsiedlung von Polen und Ukrainern aus zeitweise polnischen Gebieten östlich der Curzon-Linie 1944–1946 zum Teil vertrieben worden waren, ein Bevölkerungsaustausch statt.
Die sowjetischen Militärbehörden übergaben 1946 den Seehafen der polnischen Stadtverwaltung. Da die Ausfahrt zur Ostsee bei Baltijsk (Pillau) nunmehr unter sowjetischer Kontrolle stand, war die Nutzung des Hafens nur sehr eingeschränkt möglich.
Im Jahr 1948 hatte die Stadt 40.000 Einwohner. Ab 1950 begann der Wiederaufbau der Elbinger Industrie. Die Stadt wurde wieder zu einem wichtigen Zentrum der Maschinen- und Transportindustrie, außerdem hatte die Stadt Holz-, Lebensmittel- und Textilindustrie. Die Stadt hatte im Jahr 1962 81.400 Einwohner. Viele Bewohner von Elbląg beteiligten sich 1970 zusammen mit Bürgern in Danzig und Stettin am Aufstand gegen die kommunistische Regierung in Polen.
Die Stadt wurde bei der polnischen Verwaltungsreform 1970 Hauptstadt der gleichnamigen Wojewodschaft Elbląg. Die Streiks im August 1980 führten zum Aufbau der freien Gewerkschaft Solidarność unter Beteiligung vieler Einwohner Elblągs.

### Dritte Polnische Republik

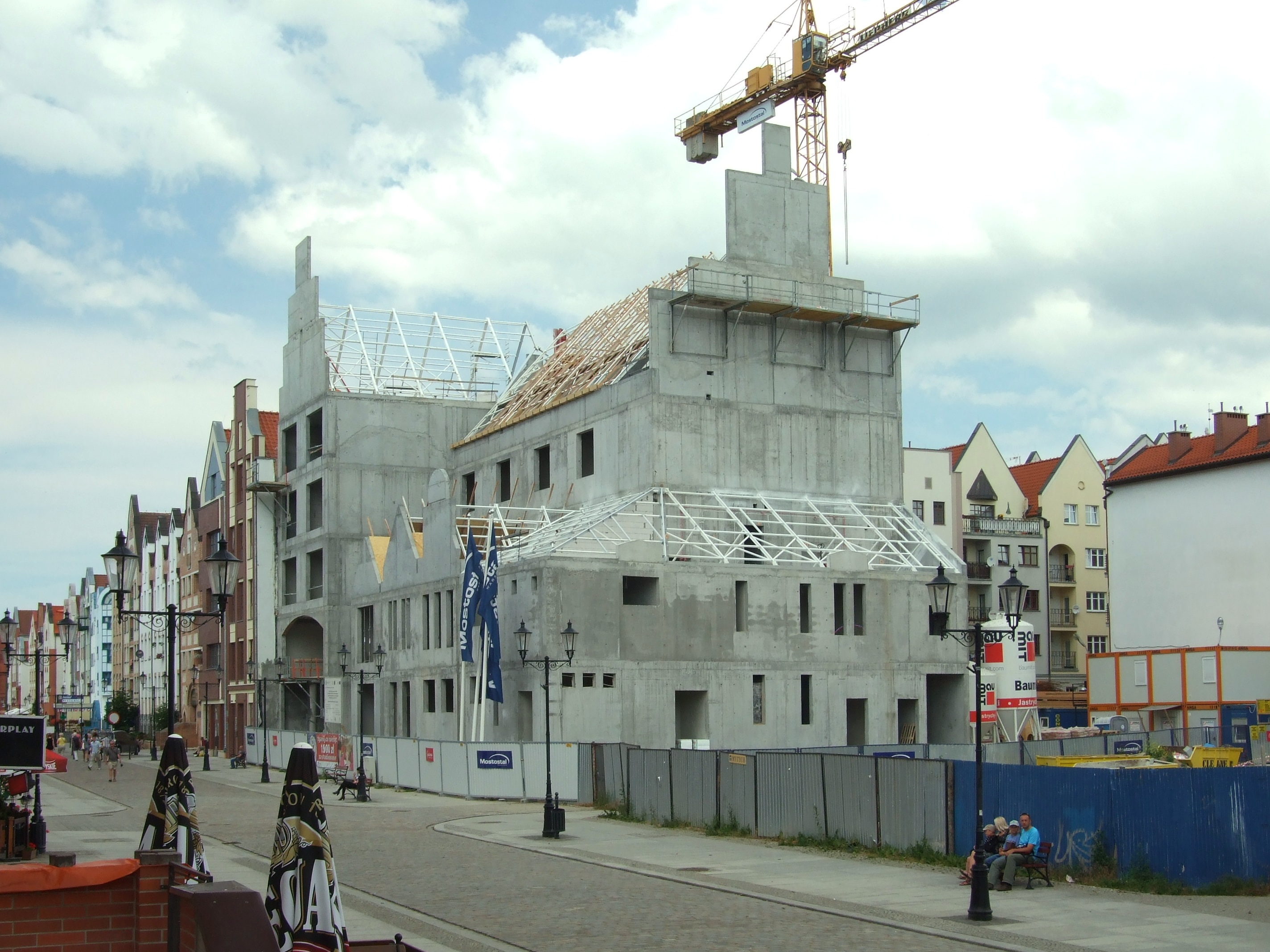
Rekonstruktion und Wiederaufbau alter Häuser in der Altstadt

Ab 1990 wurde die Altstadt unter Verwendung historistischer Bauformen wie spitzer Giebel zur Straße sowie von Fachwerkimitationen wieder aufgebaut. Nach dem Jahr 2000 stehen wieder viele Gebäude nahe, aber nicht direkt an der Elbląger „Waterkant“. Die Stadt wurde 1992 zum Sitz des katholischen Bistums Elbląg erhoben, das zum neugeschaffenen Erzbistum Ermland gehört. Der Hafen bekam 1994 seine Rechte als Seehafen mit eingeschränkten Nutzungsmöglichkeiten zurück, da die einzige Ausfahrt zur offenen Ostsee seit Jahrhunderten durch das Pillauer Tief in der Frischen Nehrung verlief, das seit 1945 sowjetisches bzw. russisches Hoheitsgewässer ist. Seit 2022 besteht jedoch durch den Kanal durch die Frische Nehrung und die dazugehörige Fahrrinne eine direkte Anbindung an die Danziger Bucht.
Elbląg verlor bei der Verwaltungsreform 1998 seinen Rang als Hauptstadt einer Woiwodschaft, gehört seitdem zur von Olsztyn (Allenstein) aus verwalteten Woiwodschaft Ermland-Masuren und ist dort wieder Stadtkreis und Sitz der Kreisverwaltung für den Powiat Elbląski. Die Stadt erhielt 1999 den EU-Preis für Umweltpflege. Die Stadt erhielt 2000 die internationale Auszeichnung „Europäische Fahne“.

## Demographie
| Jahr | Einwohnerzahl | Anmerkungen |
| ---- | ------------- | --- |
| 1781 | 15.768        | von Deutschen bewohnt, fast sämtlich Evangelische, einige mennonitische Familien, in den Vorstädten einige Katholiken |
| 1818 | 18.407        | ; davon 14.621 Lutheraner, 316 Reformierte, 2.957 Katholiken, 288 Mennoniten und 255 Juden |
| 1826 | 22.115        | [ 22 ] |
| 1831 | 17.761        | in 2110 Wohngebäuden |
| 1864 | 27.537        | davon 456 Militärpersonen |
| 1867 | 28.055        | am 3. Dezember (einschließlich 382 Militärpersonen), davon 22.010 Evangelische, 4.973 Katholiken, 411 Mennoniten und 490 Juden |
| 1875 | 33.520        | [ 26 ] |
| 1890 | 41.576        | davon 32.104 Evangelische, 8.115 Katholiken und 484 Juden |
| 1900 | 52.518        | davon 10.235 Katholiken und 415 Juden |
| 1910 | 58.636        | am 1. Dezember, davon 45.638 Evangelische, 10.819 Katholiken, 369 Juden, 1.610 Sonstige (58.330 mit deutscher, 115 mit polnischer und 1 Einwohner mit kaschubischer Muttersprache, 128 Einwohner sprechen Deutsch und eine andere Sprache); nach anderen Angaben 58.636 Einwohner, davon 45.713 Evangelische, 10.940 Katholiken und 371 Juden |
| 1925 | 67.878        | davon 54.835 Evangelische, 11.755 Katholiken, 143 sonstige Christen und 434 Juden |
| 1933 | 72.409        | davon 57.724 Evangelische, 12.308 Katholiken, 20 sonstige Christen und 357 Juden |
| 1939 | 83.190        | davon 63.530 Evangelische, 14.418 Katholiken, 624 sonstige Christen und 48 Juden |
| 1945 | 22.179        | davon 16.838 Deutsche, 5.341 Polen (Stand 1. November 1945) |

## Entwicklung des Bildungswesens
Die ersten Schulen in Elbing wurden zu Beginn des 14. Jahrhunderts gegründet, keine 100 Jahre nach der Gründung der Stadt im Jahr 1237. Zunächst waren dies kirchliche Gemeindeschulen, in späteren Jahren auch weltliche Schulen, private, städtische oder staatliche Schulen. Die erste Erwähnung einer Volksschule in Elbing betraf die Pfarrschule von St. Nikolaus, die sich im Dorf Elbing befand. Die erste Erwähnung einer Elementarschule (Grundschule) in Elbing, die die Pfarrschule St. Nikolaus war, die sich in der heutigen Rybacka-Straße 14 befand, stammt aus dem Jahr 1310. Nach der Übernahme Elbings durch Preußen im Jahre 1772, als Folge der Ersten Teilung Polens, wurde ähnlich wie im übrigen Deutschland ein obligatorisches Volksschulsystem eingeführt, das 1773 der preußische König Friedrich II. proklamierte. So gab es 1828 in Elbing 19 Volksschulen von unterschiedlicher und nicht sehr hoher Qualität, darunter 10 öffentliche, 7 kirchliche und 2 private Schulen, die 1.914 Schüler im Alter von 6 bis 12–14 Jahren besuchten.
Zu Beginn des 16. Jahrhunderts wurde die Gründung der ersten preußischen Universität in Elbing erwogen, aber vor allem wegen religiöser Streitigkeiten über die Gründung und Ausstattung der Universität nicht realisiert.

### Grundschulen
Im Gebäude der beliebten Hala Targowa, des inzwischen erheblich erweiterten Kaufhauses in der Gwiezdna-Straße, befand sich die städtische Margaretenschule. Sie wurde am 10. Oktober 1830 eröffnet und von Kindern aus den ärmsten Elbinger Familien besucht. Die Ritterschule befand sich im Gebäude der heutigen Vermessungs- und Kartographiegesellschaft in der Tysiąclecia-Allee 11. Im Gebäude des heutigen Priesterseminars der Diözese Elbląg in der Bożego Ciała Straße 10 war ab dem 12. Oktober 1891 die katholische Nicolaischule untergebracht. Im Gebäude des heutigen Lehrerkollegiums für Fremdsprachen in der Czerniakowska-Straße 22, 1886 erbaut, befand sich die Luisenmädchenschule. Im Gebäude der heute nicht mehr existierenden Zweigstelle der Ermländisch-Masurischen Pädagogischen Landesbibliothek in Olsztyn in der Pocztowa-Straße 1, neben der 1. allgemeinbildenden Mittelschule, die 1886 gebaut wurde, befand sich die Hansaschule. Im heutigen Gebäude des Gimnazjum Nr. 2 in der Robotnicza-Straße 173, bis vor kurzem die Grundschule Nr. 2, die mit den Sportanlagen in der Krakusa-Straße in den Jahren 1925–1927 gebaut wurde, befand sich die Paulusschule, die am 20. Dezember 1927 feierlich eröffnet und in den 1930er Jahren in Horst-Wessel-Schule umbenannt wurde.
Das monumentale, prächtige Gebäude des heutigen Gimnazjums Nr. 5, bis vor kurzem Grundschule Nr. 3 in der Agrykola-Str. 6, wurde mit den Sportanlagen der Schule Ende der 1920er Jahre gebaut, als die Sportgrundschule, deren Einweihung am 10. Oktober 1929 stattfand, den Namen des deutschen Sport- und Turnförderers Friedrich Ludwig Jahn (1778–1852) erhielt, der als „Vater des Turnens in Preußen“ bezeichnet wird.
Im Gebäude der heutigen Grundschule Nr. 4 in der A.-Mickiewicza-Straße 41, gebaut 1912/13, befand sich die Trusoschule. Im Gebäude der heutigen Universität für Geisteswissenschaften in der Robotnicza-Straße 197, wo sich bis Anfang der 90er Jahre die Grundschule Nr. 5 befand, wurde Ende des 19. Jahrhunderts eine Pfarrgrundschule (Adalbertusschule) gebaut. An der Stelle der heutigen Volksschule Nr. 7 in der Browarna-Str. 1, die 1926 erbaut und inzwischen stark umgebaut wurde, befand sich seit 1873 eine Grundschule für Mädchen, die Elisabethschule. Im Gebäude der heutigen Grundschule Nr. 8 in der Szańcowa-Straße 2, erbaut 1891 und stark umgebaut, war die kirchliche Marienschule untergebracht.

### Gymnasien
Die bekannteste Bildungseinrichtung im ehemaligen Elbing war das Elbinger Gymnasium, gegründet von Jacob Alexwangen, Bürgermeister von Elbing, und Wilhelm van der Voldergraft, einem holländischen religiösen Emigranten, der sich 1531 in Elbing niederließ und der erste Rektor der Schule wurde. Ursprünglich war die Schule in verlassenen Klostergebäuden des Ordens der heiligen Brigida untergebracht, die der Rat der Stadt Elbing nach der Reformation kaufte. Die Einweihung fand am 29. September 1535 statt. Am 25. November 1599 wurde es in ein neues Gebäude verlegt (heute Museum für Archäologie am Zygmunt II.-August-Boulevard 11), wo es fast bis zum Ende des 19. Jahrhunderts blieb und währenddessen unter dem rechtlichen und finanziellen Schutz der Stadt Elbing stand. Am Akademischen Gymnasium unterrichtete u. a. der berühmte böhmische Pädagoge und Bildungsreformer Johann Amos Comenius, der sich in den Jahren 1642–1648 in Elbing aufhielt. Das Elbinger Gymnasium war das erste weltliche Gymnasium in Westpreußen und das zweite auf dem Gebiet des heutigen Polens, nach der Schule in Posen, die 1519 gegründet wurde.
Das Gymnasium wurde am 1. Januar 1847 verstaatlicht und 1882 in ein neues Gebäude verlegt, heute der Sitz des II. Liceums in der Królewiecka-Straße 42, wo es bis 1944 als Staatliches Gymnasium bestand. Das Gebäude des heutigen I. Liceums Juliusz Słowacki in der Pocztowa-Straße 2 wurde in den Jahren 1873 bis 1875 erbaut und beherbergte das Kaiserin-Auguste-Victoria-Lyzeum, eine höhere Töchterschule, die ab 1909 zum voll anerkannten Abitur führte.
2019 hatte Elbląg 15 Gymnasien und 5 Liceen (gymnasiale Oberstufe).

### Lehrerseminar
Im heutigen Gebäude des 1909 errichteten Oskar-Lange-Wirtschaftsschulkomplexes in der General-J.-Bema-Straße 50 war bis 1926 das Evangelische Pädagogische Lehrerseminar untergebracht. Die Pädagogische Akademie Elbing, die erste ihrer Art in Ostpreußen, wurde 1933 in Hochschule für Lehrerbildung umbenannt.

### Fach- und Berufsschulen
Im Gebäude des heutigen Mechanischen Schulkomplexes in der J.-A.-Komeñski-Straße 39, das 1929 gebaut wurde, befand sich die Höhere Lehranstalt für Praktische Landwirte.
1919 wurde in dem Gebäude in der heutigen Zacisze-Straße 11 eine Städtische Berufsschule für Mädchen – die Städtische Mädchenberufsschule – eröffnet. Królewiecka 128, erbaut in den Jahren 1926–1929, wo die Staatliche Berufsschule für Hauswirtschaft für Mädchen und die Höhere Berufsschule für Mädchen – Mädchenberufsschule, von den damaligen Elbinger Einwohnern gemeinhin als „Klopsakademie“ bezeichnet, untergebracht war.
Im Gebäude des heutigen Rathauses von Elbing in der Łączności Straße 1, das in den Jahren 1910–1912 erbaut wurde, befand sich das Reform-Realgymnasium für Männer, das am 17. April 1912 feierlich eröffnet und 1931 nach Heinrich der Ältere von Plauen benannt wurde – Reform-Realgymnasium Heinrich von Plauen, das aus der heutigen Wapienna Straße, dem heutigen Gebäude des Internats, in dem es seit 1837 funktionierte, verlegt wurde.
Im heutigen Polizeigebäude in der Królewiecka-Straße 106 wurde am 15. März 1941 die staatliche, nach Ferdinand Schichau benannte Ingenieurschule eingeweiht. Wegen des andauernden Krieges musste der Betrieb 1942 eingestellt werden, weil studierende Männer an die Front geschickt wurden.

### Hochschulen nach 1945
In Elbląg wirken folgende höhere Lehranstalten (Stand in den 2010er Jahren):
- Akademie für angewandte Wissenschaft zu Elbląg (Akademia Nauk Stosowanych w Elblągu) mit den Fachbereichen Wirtschaftswissenschaften, Technische Wissenschaften, Anwendungsorientierte Informatik, Bildungswissenschaften und moderne Sprachen.[30]
- Höheres Priesterseminar
- Hochschule für Geistes- und Wirtschaftswissenschaften (EUHE)[31]
- Zweigstelle der Warschauer Bogdan-Jański-Hochschule für Wirtschaftswissenschaften

## Politik

### Stadtpräsident
An der Spitze der Stadtverwaltung steht ein Stadtpräsident, der von der Bevölkerung direkt gewählt wird. Seit 2014 war dies Witold Wróblewski, der 2024 nicht mehr antrat. Zu seinem Nachfolger wurde Michał Missan (PO) gewählt.
Bei der Wahl 2024 ergab sich folgendes Ergebnis:
- Michał Missan (Koalicja Obywatelska) 44,4 % der Stimmen
- Andrzej Śliwka (Prawo i Sprawiedliwość) 34,6 % der Stimmen
- Paweł Rodziwicz (Wahlkomitee „Paweł Rodziwicz – Neues Elbląg“) 12,9 % der Stimmen
- Sławomir Malinowski (Wahlkomitee „Gemeinsam für Elbląg“) 5,4 % der Stimmen
- Stefan Rembelski (Wahlkomitee „Stefan Rembelski – Mega Elbląg – Lasst uns Elbląg wieder groß machen“) 2,6 % der Stimmen

In der damit notwendigen Stichwahl setzte sich Missan, der 2018 noch im ersten Durchgang ausgeschieden war, mit 57,9 % der Stimmen gegen den PiS-Kandidaten Śliwka durch und wurde zum neuen Stadtpräsidenten gewählt.
Bei der Wahl 2018 trat Wróblewski erneut mit seinem eigenen Wahlkomitee, zu dem auch die PSL gehörte, an. Darüber hinaus unterstützte ihn auch die SLD. Die Abstimmung brachte folgendes Ergebnis:
- Witold Wróblewski (Wahlkomitee Witold Wróblewski) 48,8 % der Stimmen
- Jerzy Wilk (Prawo i Sprawiedliwość) 28,7 % der Stimmen
- Michał Missan (Koalicja Obywatelska) 19,3 % der Stimmen
- Stefan Rembelski (Kukiz’15) 3,2 % der Stimmen

In der damit notwendigen Stichwahl setzte sich Wróblewski mit 72,0 % der Stimmen gegen den PiS-Kandidaten Wilk, der bis 2014 sein Vorgänger als Stadtpräsident war, durch und wurde wiedergewählt.

### Stadtrat
Der Stadtrat besteht aus 25 Mitgliedern und wird direkt gewählt. Die Stadtratswahl 2024 führte zu folgendem Ergebnis:
- Koalicja Obywatelska (KO) 45,7 % der Stimmen, 15 Sitze
- Prawo i Sprawiedliwość (PiS) 31,1 % der Stimmen, 10 Sitze
- Wahlkomitee „Paweł Rodziwicz – Neues Elbląg“ 10,1 % der Stimmen, kein Sitz
- Wahlkomitee „Verwaltungsbewegung – Ja zu Elbląg“ 7,0 % der Stimmen, kein Sitz
- Wahlkomitee „Gemeinsam für Elbląg“ 3,7 % der Stimmen, kein Sitz
- Wahlkomitee „Stefan Rembelski – Mega Elbląg – Lasst uns Elbląg wieder groß machen“ 2,5 % der Stimmen, kein Sitz

Die Stadtratswahl 2018 führte zu folgendem Ergebnis:
- Koalicja Obywatelska (KO) 32,1 % der Stimmen, 9 Sitze
- Prawo i Sprawiedliwość (PiS) 30,0 % der Stimmen, 9 Sitze
- Wahlkomitee Witold Wróblewski 23,4 % der Stimmen, 6 Sitze
- Sojusz Lewicy Demokratycznej (SLD) / Lewica Razem (Razem) 10,0 % der Stimmen, 1 Sitz
- Kukiz’15 4,5 % der Stimmen, kein Sitz

### Wappen
Blasonierung: „Von Silber und goldgegittertem Rot geteilt, oben und unten je ein Kreuz in verwechselten Tinkturen.“
Die beiden Tatzenkreuze verweisen auf die Gründung durch den Deutschen Orden. Silber und Rot sind auch die Farben der „Mutterstadt“ Lübeck. Das untere Netz steht vermutlich für Fischfang.
Der noch erhaltene Bronzestempel des 1242 gebrauchten SIGILLVM BVRGENSIVM IN ELVIGGE zeigt auf Wellen eine von einem Schiffer linkshin gesteuerte Kogge, über der ein Kreuzlein schwebt. Auch der silberne Stempel des zweiten großen Siegels ist noch vorhanden; hierbei steht das Kreuzchen in der Flagge, während das dritte Schiffssiegel (15. Jahrhundert) darin die beiden Kreuze aufweist, die schon das Dekret des 14. Jahrhunderts im Dreieckschilde zeigt und die alle späteren Siegel enthalten.

### Städtepartnerschaften
Elbląg unterhält mit 14 Städten bzw. Orten Partnerschaften:
- Leer, Deutschland
- Kaliningrad, Russland
- Baltijsk, Russland
- Bremerhaven, Deutschland
- Ronneby, Schweden
- Druskininkai, Litauen
- Liepāja, Lettland
- Nawahrudak, Belarus
- Ternopil, Ukraine
- Compiègne, Frankreich
- Trowbridge, Vereinigtes Königreich
- Coquimbo, Chile
- Baoji, Volksrepublik China
- Tainan, Republik China (Taiwan)

## Bauwerke

### Städtische und Bürger-Bauten sowie Denkmale
- Einige erhaltene oder wiederaufgebaute Bürgerhäuser mit gotischen, Renaissance- und barocken Ornamenten (14. bis 17. Jahrhundert)[39]
- Markttor (gotisch, 1314)
- Gotischer Speicher
- Fragmente der gotischen Bauten des Schlossvorhofs und der Stadtmauer (beide 13. Jahrhundert)
- ehemaliges Gymnasium (1599, 1808/09 umgebaut), heute Archäologisches Museum, vorher zum Brigittenkloster
- Denkmal für die Opfer des antikommunistischen Aufstands von 1970
- Altstädtisches Rathaus (postmodern)

### Kirchen

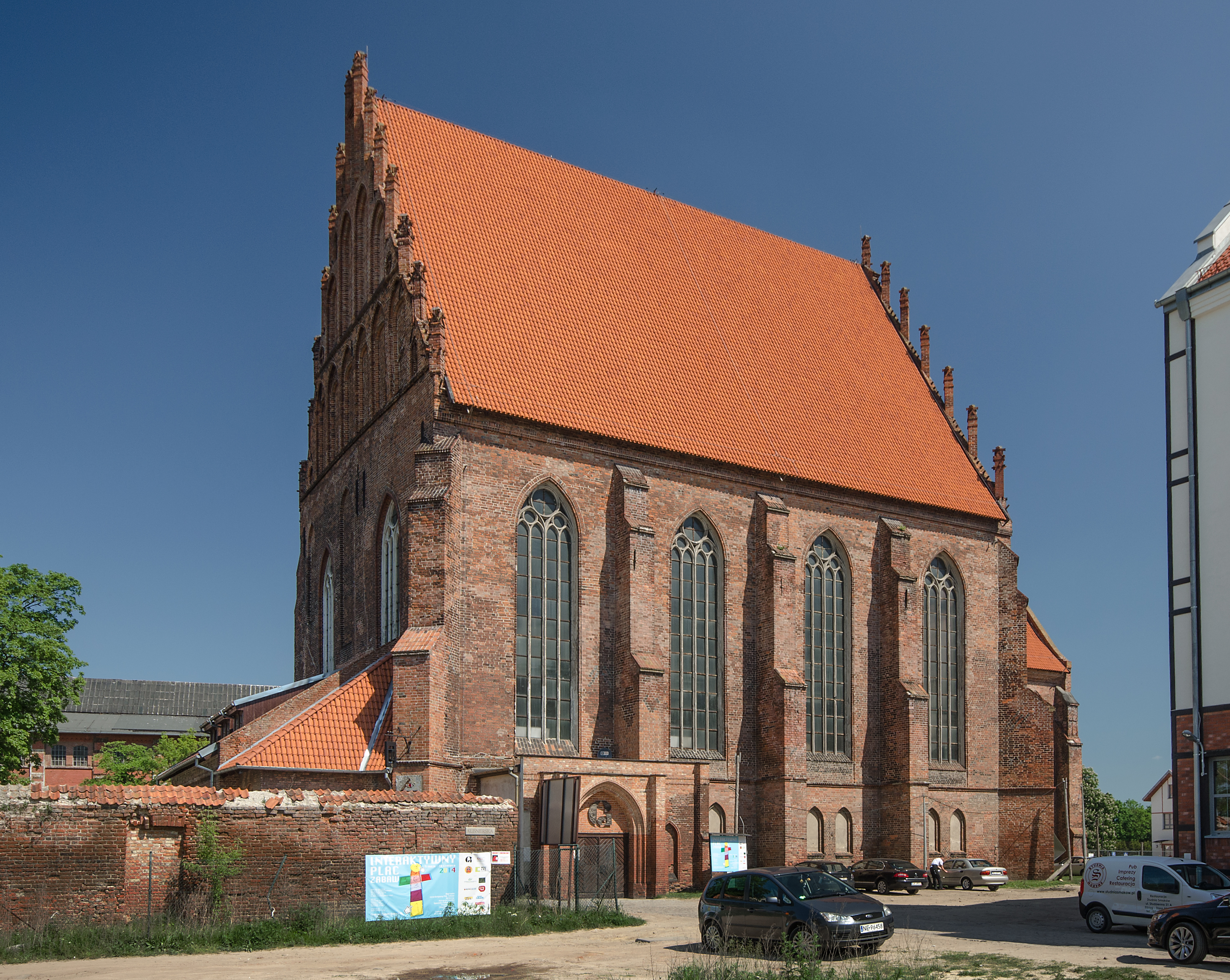
Kirche zur Heiligen Jungfrau Maria

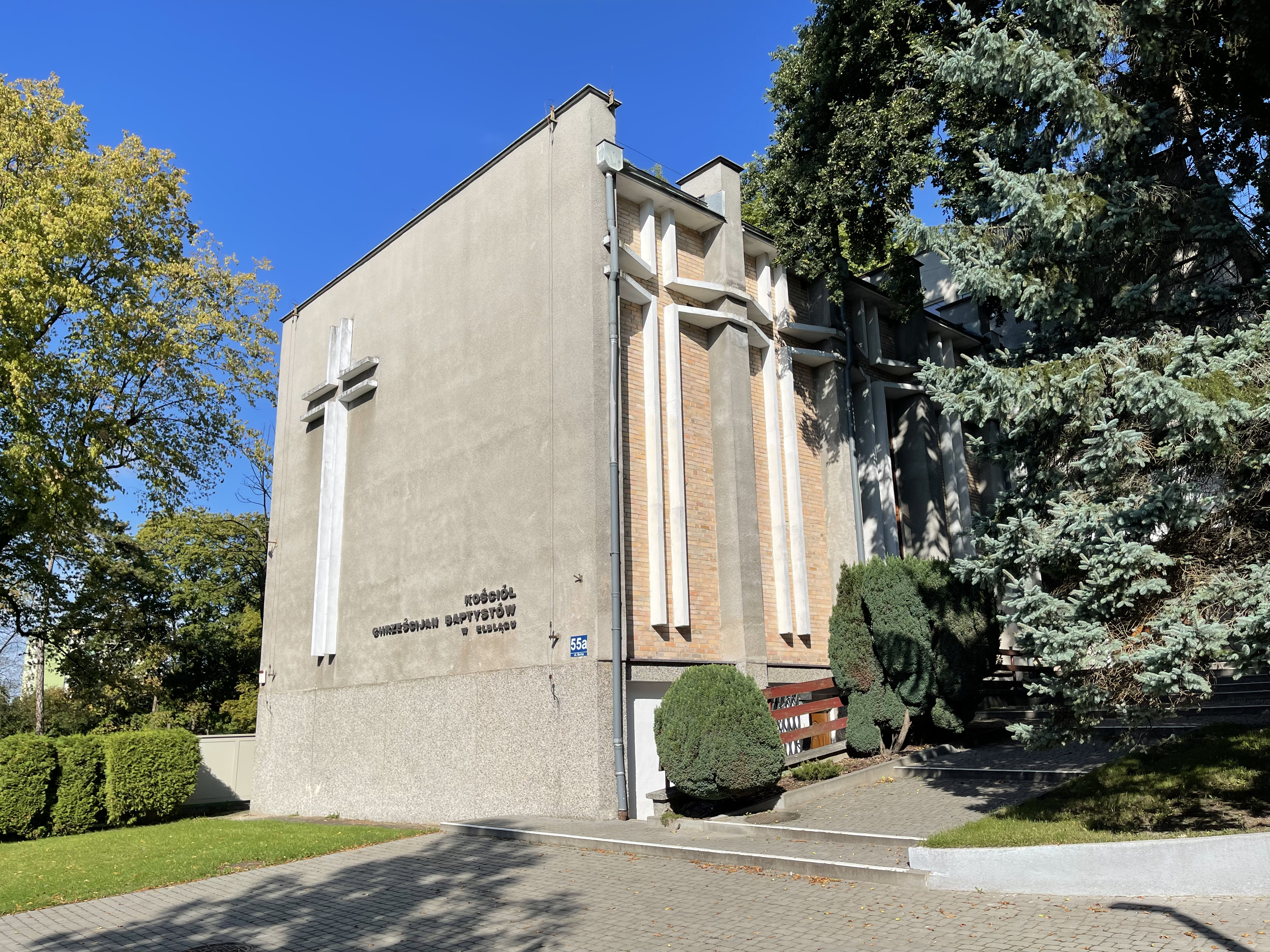
Baptistenkirche Elbląg

- Kathedrale St. Nikolai (gotisch, 13.–15. Jahrhundert, umgebaut im 18. Jahrhundert; Bild s. o.)
- ehemalige Marienkirche (13. bis 16. Jahrhundert), wiederaufgebaut 1960 bis 1982, seit dem 21. Jahrhundert Kunstgalerie Galeria EL, gehörte zum Dominikanerkloster
- Kirche Zum heiligen Leichnam (gotisch, um 1400), Zentrum der christlichen Kultur
- Kirche Zum Heiligen Geist, mit Hospital (gotisch, 14. Jahrhundert), als Stadtbibliothek genutzt
- Ehemalige Mennonitenkirche (1590), Kunstgalerie
- Dorotheenkirche, Fachwerkbau, um 1705, Barock
- Kirche Zum Guten Hirten
- Kirche der Baptistengemeinde Elbląg

### Unweit der Stadt
- Schlosshotel Cadinen (polnisch Kadyny) bei Tolkemit, bis 1945, seit 1899 im Besitz des preußischen Königshauses. Hier verbrachte der Kaiserenkel und spätere Chef des Hauses Hohenzollern, Prinz Louis Ferdinand von Preußen die Kriegsjahre zusammen mit seiner Familie. Die vom letzten Kaiser Wilhelm II. gegründete Majolikamanufaktur ist wieder in Betrieb.
- Truso am Draussensee, Siedlung aus dem 8./9. Jahrhundert (Nachbau)

## Verkehr und Wirtschaft

### Straßenverkehr
Bis 1945 führte die Reichsstraße 1 durch die Stadt, auf deren Trasse heute die Droga krajowa 22, die Droga wojewódzka 500 und die Droga wojewódzka 504 angelegt sind.
Elbląg liegt an den Droga krajowa 7 (ehemalige deutsche Reichsstraße 130) (Danzig–Warschau) und 22 (ehemalige Reichsstraße 1) nach Gorzów Wielkopolski (Landsberg an der Warthe) bzw. Kaliningrad (Königsberg (Preußen)).

### Schienenverkehr

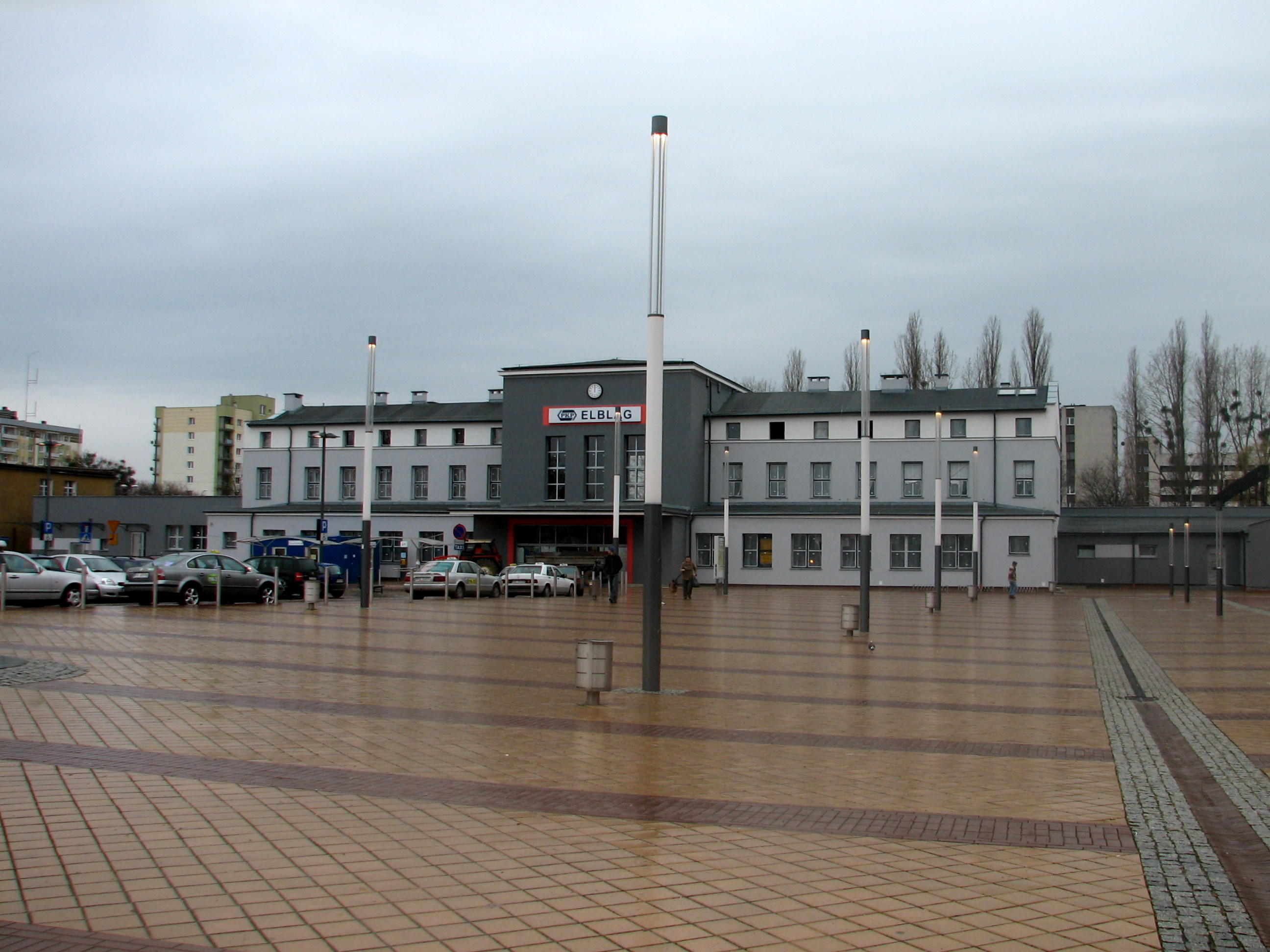
Bahnhof Elbląg

Elbląg besitzt einen Bahnhof an der Strecke Bahnstrecke Malbork–Braniewo (Marienburg–Braunsberg), der ehemaligen Preußischen Ostbahn. In Elbląg beginnt die größtenteils stillgelegte Bahnstrecke Elbląg–Braniewo, die frühere Haffuferbahn, und die schon seit 1945 stillgelegte Bahnstrecke Elbing–Miswalde.
In der Stadt verkehrt auf fünf Linien die Straßenbahn Elbląg.

### Luftverkehr
Der Flughafen Elbląg ist ein Verkehrslandeplatz im Stadtteil Nowe Pole (Neustädterfeld). Der nächste internationale Flughafen ist der Lech-Wałęsa-Flughafen Danzig.

### Schiffsverkehr
Für den Schiffsverkehr wurde im Juni 2006 ein neuer Seehafen am Fluss Elbląg in Betrieb genommen, in dem jährlich bis zu 750.000 Tonnen Güter umgeschlagen werden können. Der Hafen ist auch für den Personen- und Autofährverkehr auf der Ostsee vorgesehen. Des Weiteren wurde der Jachthafen modernisiert. Elbląg verfügte jedoch über keinen freien Zugang zur Ostsee, weil der traditionelle Schifffahrtsweg über das Frische Haff (polnisch Zalew Wislany, russisch Kaliningradski saliw) und das Pillauer Tief durch russische Hoheitsgewässer (Oblast Kaliningrad) führte. Zwischen Mai 2006 und Anfang 2011 war dieser Weg von russischer Seite für den internationalen Verkehr gesperrt. Um derartigen Sperren zukünftig aus dem Weg zu gehen, errichtete Polen einen Kanal durch die Frische Nehrung, der am 17. September 2022, dem 83. Jahrestag der Sowjetischen Besetzung Ostpolens, eröffnet wurde.

### Industrie
Zu den historischen Unternehmen zählen die vom 17. bis 19. Jahrhundert betriebene Druckerei Neumann-Hartmann oder die 1886 bis 1940 bestehende Druckerei Reinhold Kühn.
Die ehemaligen Schichau-Werke wurden 1945 in ELZAM umbenannt und gehörten seit 1990 zu Asea-Brown-Boveri (dann Alstom, heute General Electric). Der Betrieb produziert Turbinen und Elektromotoren. Die Brauerei Elbrewery (Marke EB) ist der zweitgrößte Arbeitgeber der Stadt. Außerdem besitzt die Stadt bedeutende Transportmittelfabriken, eine Schiffswerft, und es haben sich Milch-, Fleisch-, Leder-, Textil- und Möbelindustrie angesiedelt.

## Institutionen und öffentliche Einrichtungen
Die Stadt Elbing war bereits zu deutscher Zeit eine Garnisonsstadt und blieb es auch unter polnischer Verwaltung. Heute befindet sich in Elbląg neben einer Kaserne der polnischen Landstreitkräfte das Hauptquartier der Multinationalen Division Nordost der NATO.

## Kunst im öffentlichen Raum
Bewohner und Besucher der Stadt treffen an Straßen und Plätzen auf Skulpturen polnischer und internationaler Künstler und Künstlerinnen. Seit 1965 die erste Biennale der Räumlichen Formen stattfand, sind zahlreiche bleibende Werke entstanden, die das Stadtbild von Elbląg mitprägen.
Prominenteste Teilnehmerin der ersten Biennale war Magdalena Abakanowicz mit der Stahlplastik Standing Shape. 1973 fanden die Ausstellungen erst einmal ein Ende. Seit 1986 gibt es sie wieder.
Eine wichtige Rolle bei der Durchführung der Biennale spielt die Galeria-EL (Pani Marii), die sich in dem Gebäude der ehemaligen St. Marien-Kirche, der ältesten Kirche Elbings, befindet. Diese entstand im 13. Jahrhundert als Kirchengebäude des Dominikaner-Ordens. Bis 1945 evangelische Kirche, wurde sie nach 1945 nicht mehr als Kirche genutzt. Die Stadtverwaltung hat hier eine Kunstgalerie eingerichtet, in der Bilder und Skulpturen zeitgenössischer Künstler gezeigt werden, die neben erhaltenen Grabplatten und Grabinschriften der Marienkirche ausgestellt sind und an die Verdienste ehemaliger Adels- und Kaufmannsfamilien, Stadtpatrizier und Geistlicher erinnern.

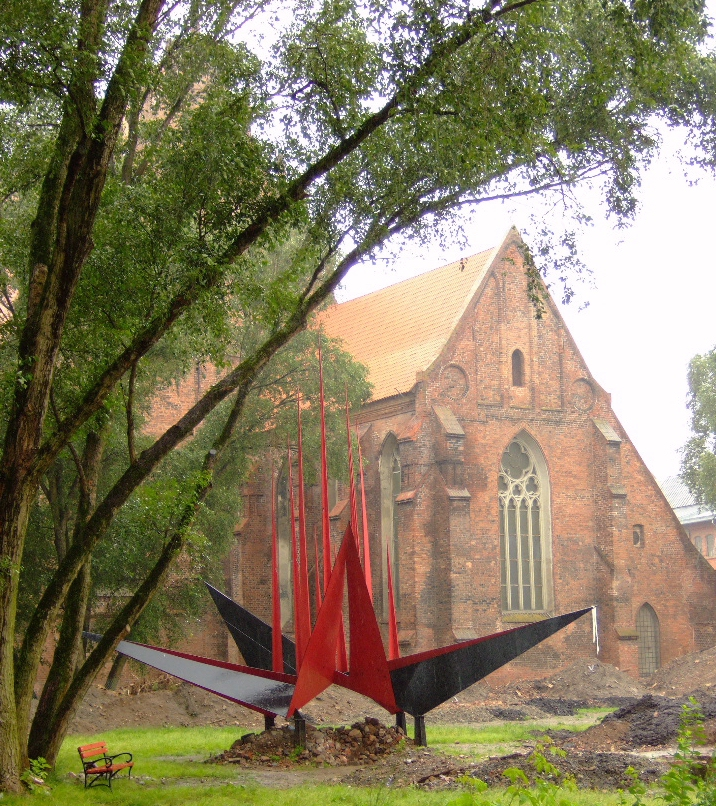
Skulptur von Julian Boss-Goslawski (* 1926) vor der Galerie EL
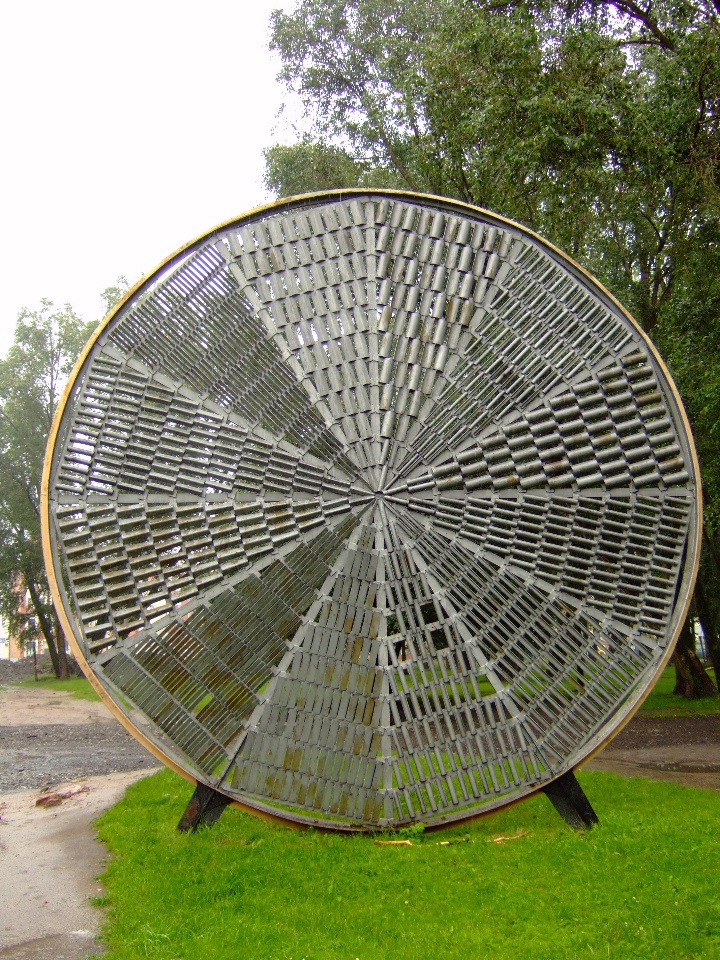
Skulptur von Antoni Starczewski (1924–2000)
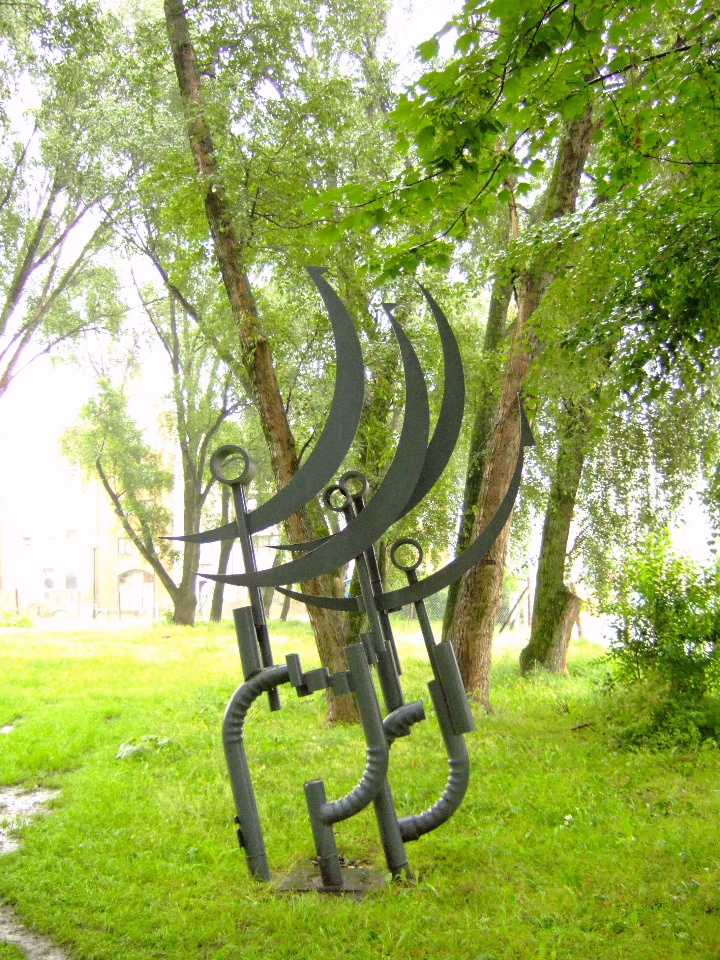
Stanislaw Sikora (1911–2000): Auf See
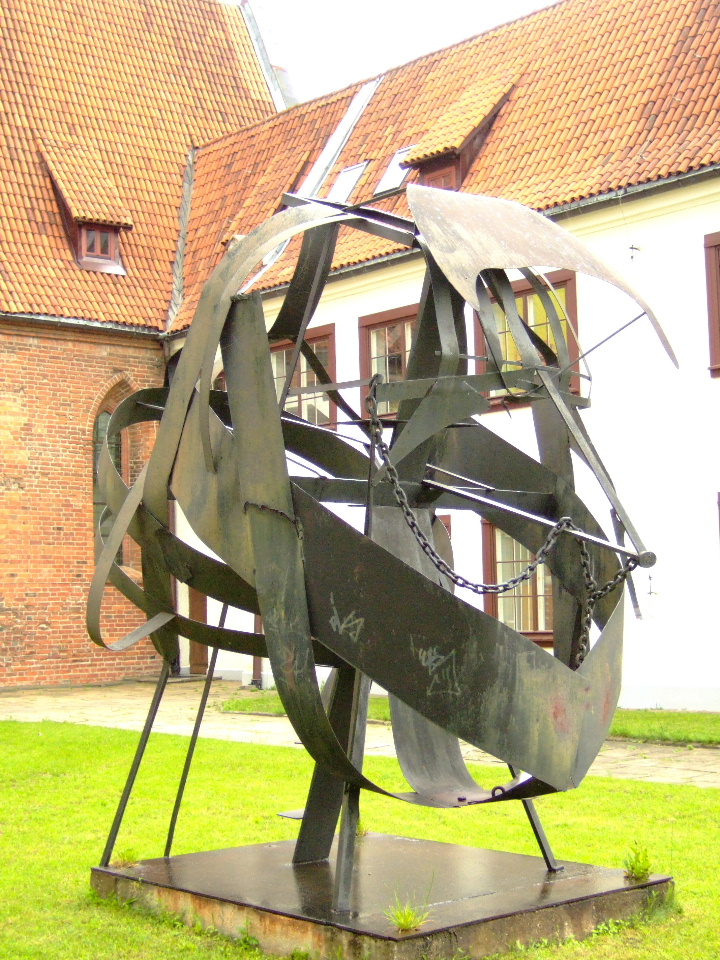
Jan Eric Visser (* 1962): Kreuzritterkopf im Innenhof der Bibliothek

## Sport
Der Fußballverein Olimpia Elbląg spielt in der zweiten polnischen Liga.

## Persönlichkeiten
Ehrenbürger
1800–1945
- Edward Carstenn (1886–1957), deutscher Gymnasiallehrer, Regionalhistoriker und Hochschullehrer
- Adolf Ernst von Ernsthausen (1827–1894), deutscher Verwaltungsjurist und Politiker
- Ferdinand Schichau (1814–1896), deutscher Maschinenbau-Ingenieur, Unternehmer
- Georg Steenke (1801–1884), deutscher Wasserbauingenieur und preußischer Baubeamter
- Max Toeppen (1822–1893), deutscher Gymnasiallehrer

Seit 1946
- Marian Biskup (1922–2012), polnischer Historiker
- Gerhard Jürgen Blum-Kwiatkowski (1930–2015), deutsch-polnischer Künstler
- Henryk Iwaniec (* 1947), polnisch-US-amerikanischer Mathematiker
- Johannes Paul II. (1920–2005), Papst
- Lech Wałęsa (* 1943), polnischer Politiker und Friedensnobelpreisträger

## Landgemeinde
Die Stadt ist Verwaltungssitz der gleichnamigen Landgemeinde Elbląg, gehört ihr aber als eigenständige Stadtgemeinde nicht an. Die Landgemeinde Elbląg ist Teil des Powiat Elbląski (Kreis Elbing) und bildet einen Gürtel um die kreisfreie Stadt Elbląg. Die Gemeinde zählt 7061 Einwohner (2020) auf einer Fläche von 192 km² und gliedert sich in 37 Ortschaften, davon 24 mit einem Schulzenamt.
Partnergemeinden der Gmina Elbląg sind Barßel in Niedersachsen seit 2001 sowie Tschetschelnyk in der Ukraine seit 2004.